# Erfurt
Erfurt è una città extracircondariale tedesca, capitale e centro maggiore della Turingia.
È città universitaria e sede dell'omonima diocesi cattolica. Conta 213 227 abitanti.

## Geografia fisica
Erfurt si trova nel centro della Germania. Dopo la riunificazione tedesca è infatti, tra le grandi città, la più vicina al centro geografico del paese.
È situata nella parte meridionale del Bacino della Turingia, in un'ampia vallata del fiume Gera, un affluente del fiume Unstrut. A sud la città è contornata da colline boscose (Steigerwald). Il territorio comunale si estende per 21 km da nord a sud e per 22,4 km da est a ovest.
Le città più vicine sono Lipsia (105 km a nord-est), Kassel (115 km a nord-ovest), Hannover (180 km a nord-ovest), Francoforte sul Meno (190 km a sud-ovest) e Dresda (a 210 km a est).

### Clima

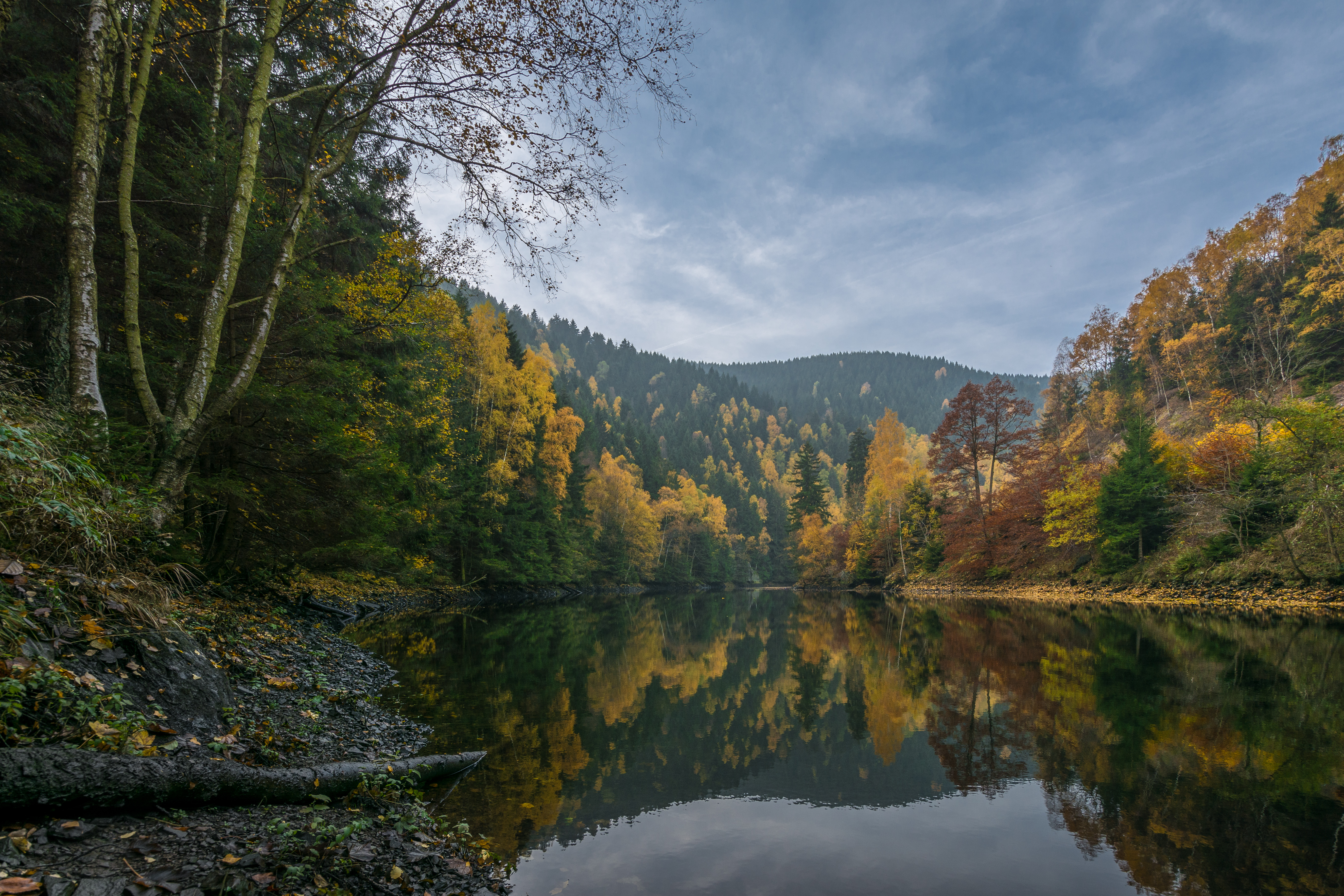
La Valle dell'Oker nella catena montuosa dell'Harz.

Il clima di Erfurt è legato alla sua posizione geografica all'estremità meridionale del Bacino della Turingia e delle circostanti catene montuose dell'Harz e della Selva di Turingia (Thüringer Wald). Tali rilievi superano anche i 1 000 metri di altitudine e hanno l'effetto di ridurre notevolmente la piovosità rispetto alla media dell'Europa centrale. Mentre le zone relativamente pianeggianti del centro e della periferia settentrionale hanno un clima sostanzialmente uniforme, nelle frazioni meridionali, come Bischleben e Molsdorf, le condizioni climatiche sono abbastanza particolari, anche grazie ad alcune alture (Fahner Höhe e Steigerwald) che sovrastano il centro storico di circa 150 metri.
La temperatura media annua, secondo le misurazioni fatte tra il 1961 e il 1990, è di 7,9 °C. A gennaio le temperature massime si aggirano sui +2 °C, le minime sui −2 °C, mentre a luglio si va dai 14 °C di minima ai 24 °C di massima. Le precipitazione medie annue nel periodo sopraccitato si aggirano sui 500 mm, nettamente meno della media tedesca. Le ore di sole in un anno sono circa 1 600 e, a causa del calore sviluppato dalle attività umane, tale valore supera di circa 50 ore i dati relativi al territorio circostante. La velocità media del vento in inverno è di circa 6 m/s, mentre in estate essa si riduce a 4 m/s. La stazione meteorologica di Erfurt è situata nella frazione di Bindersleben a 315 metri sul livello del mare. Poiché il centro di Erfurt si trova a soli 200 metri di altitudine, la temperatura nell'area urbana è mediamente di un grado superiore a quella rilevata dai meteorologi.
Tra il 1971 e il 2000 si è registrato un aumento della temperatura media annua di circa 0,8 °C, mentre le precipitazioni sono calate del 10%.

## Storia

### Origini
Erfurt è un antico insediamento germanico e slavo. I ritrovamenti archeologici più antichi risalgono alla preistoria: nella zona settentrionale di Erfurt sono stati rinvenuti reperti di epoca paleolitica databili a circa 100 000 anni fa.
Il popolo dei Turingi si è insediato nella zona di Erfurt attorno al 375 d.C. e a partire dal 500 ha dato il nome di Turingia all'intera regione.

### Medioevo

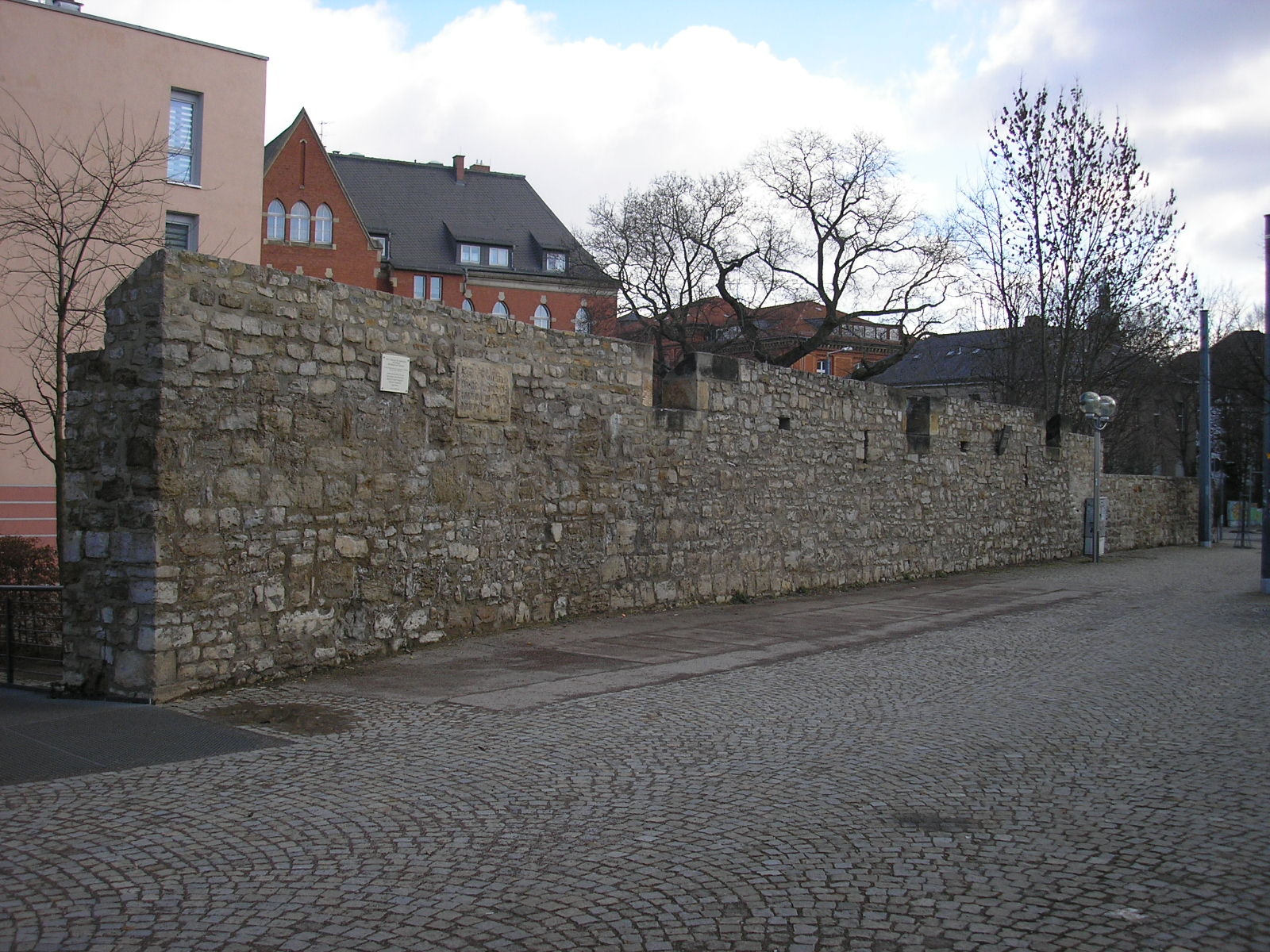
Resto delle antiche mura cittadine dell'XI secolo.

La città di Erfurt è nominata per la prima volta nel 742 come Erphesfurt in una lettera dell'arcivescovo Bonifacio di Magonza al papa Zaccaria. In tale occasione fu fondata la Diocesi di Erfurt. Nel 755 la Diocesi fu unificata con quella di Magonza e gli arcivescovi di Magonza divennero i signori di Erfurt.
Nell'anno 805 Erfurt divenne un importante luogo di scambi commerciali, favoriti dalla posizione della città ai confini dell'impero dei Franchi. Sotto i Carolingi e gli Ottoni Erfurt divenne sede di un palazzo imperiale. Negli anni 852, 936 e 1181 vi si tennero alcune importanti diete imperiali.
Le mura di Erfurt del 1066 sono tra le più antiche fortificazioni della Germania. Nell'ambito della lotta per le investiture l'arcivescovo di Magonza si alleò con l'anti-re Rudolf von Rheinfelden. In seguito a ciò Enrico IV entrò in conflitto con Erfurt, che era controllata dall'arcivescovo di Magonza, e nel 1080 le sue truppe sconfissero la città e la incendiarono. Nei secoli XI e XII furono coniate contemporaneamente monete imperiali e di Magonza.
Il 26 luglio 1184, durante una Dieta convocata in città da Re Enrico VI, si verificò l'incidente della latrina in cui morirono circa 60 persone, tra cui molti nobili.

### Ascesa comunale

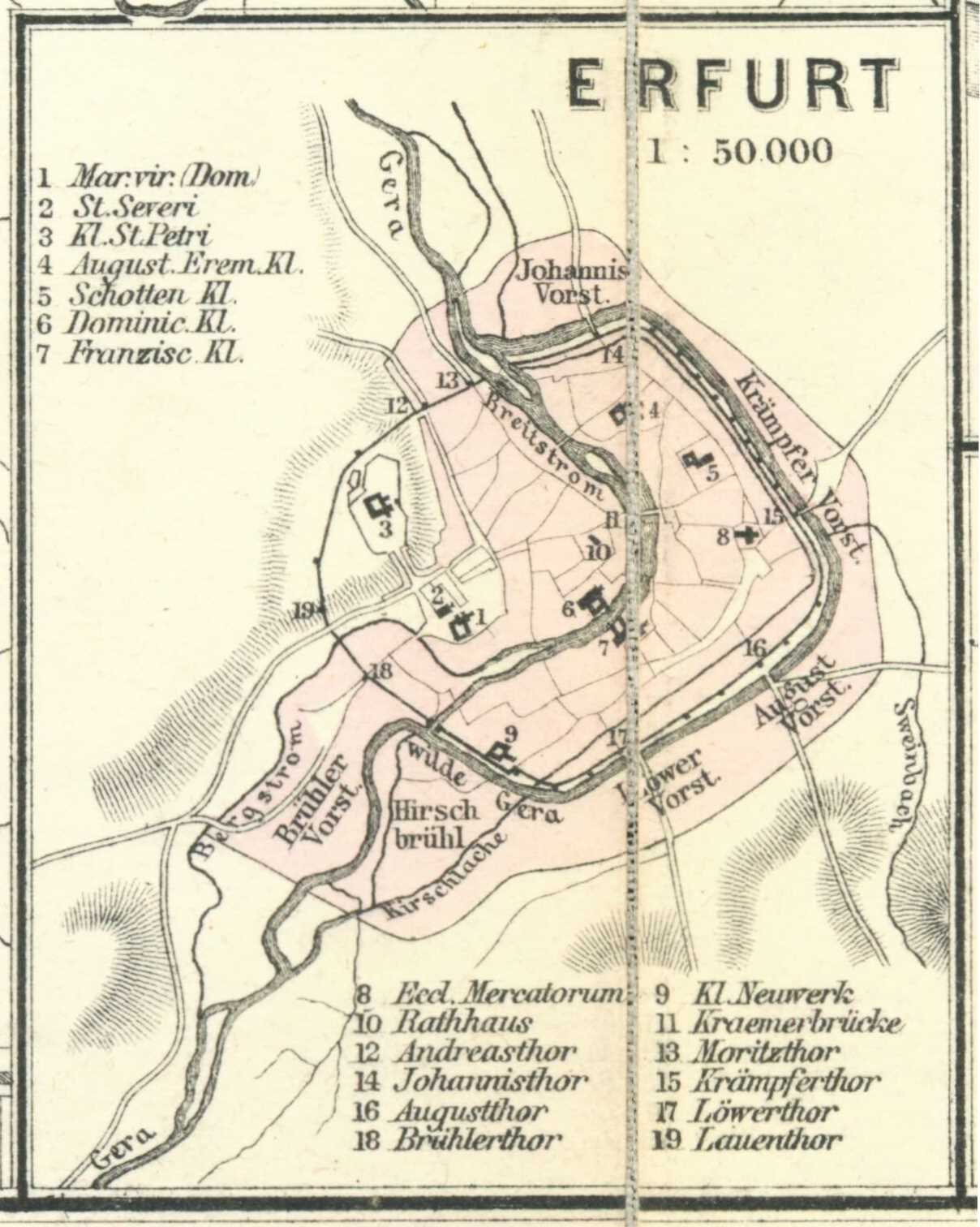
Erfurt nel XIII secolo.

Nel 1120 si parla per la prima volta dei cittadini di Erfurt. Nel 1212 fu istituito un primo consiglio cittadino; in seguito a una riforma del 1255 Erfurt divenne un comune. Il crescente potere del consiglio comunale portò a uno scontro con l'arcivescovo di Magonza che culminò nel 1279, quando i funzionari del vescovo furono espulsi dalla città. L'arcivescovo rispose con la scomunica; l'interdetto gravò sulla città per due anni e mezzo.
Negli anni 1289-1290 si stabilì a Erfurt nel convento di San Pietro la corte di Rodolfo I d'Asburgo: la città fu per dieci mesi il principale centro amministrativo dell'impero. L'ordine del giorno della dieta di Erfurt prevedeva la regolamentazione della successione al trono e le misure per la reintroduzione dei diritti imperiali e del Landfrieden in Turingia. Per ottenere quest'ultimo scopo, con l'appoggio della popolazione, sono stati distrutti più di 60 castelli e fortificazioni di cavalieri predoni.
Tra il XIV ed il XV secolo la popolazione crebbe fino a circa 18.000-20.000 unità, raggiungendo così l'apice del suo sviluppo economico, politico e culturale nel Medioevo. A partire dal XIII secolo si sviluppò anche il commercio del Guado (Isatis tinctoria), una pianta coltivata in circa 300 villaggi della Turingia e dalle cui foglie si estraeva un prezioso pigmento blu utilizzato come colorante.

### La Roma di Turingia

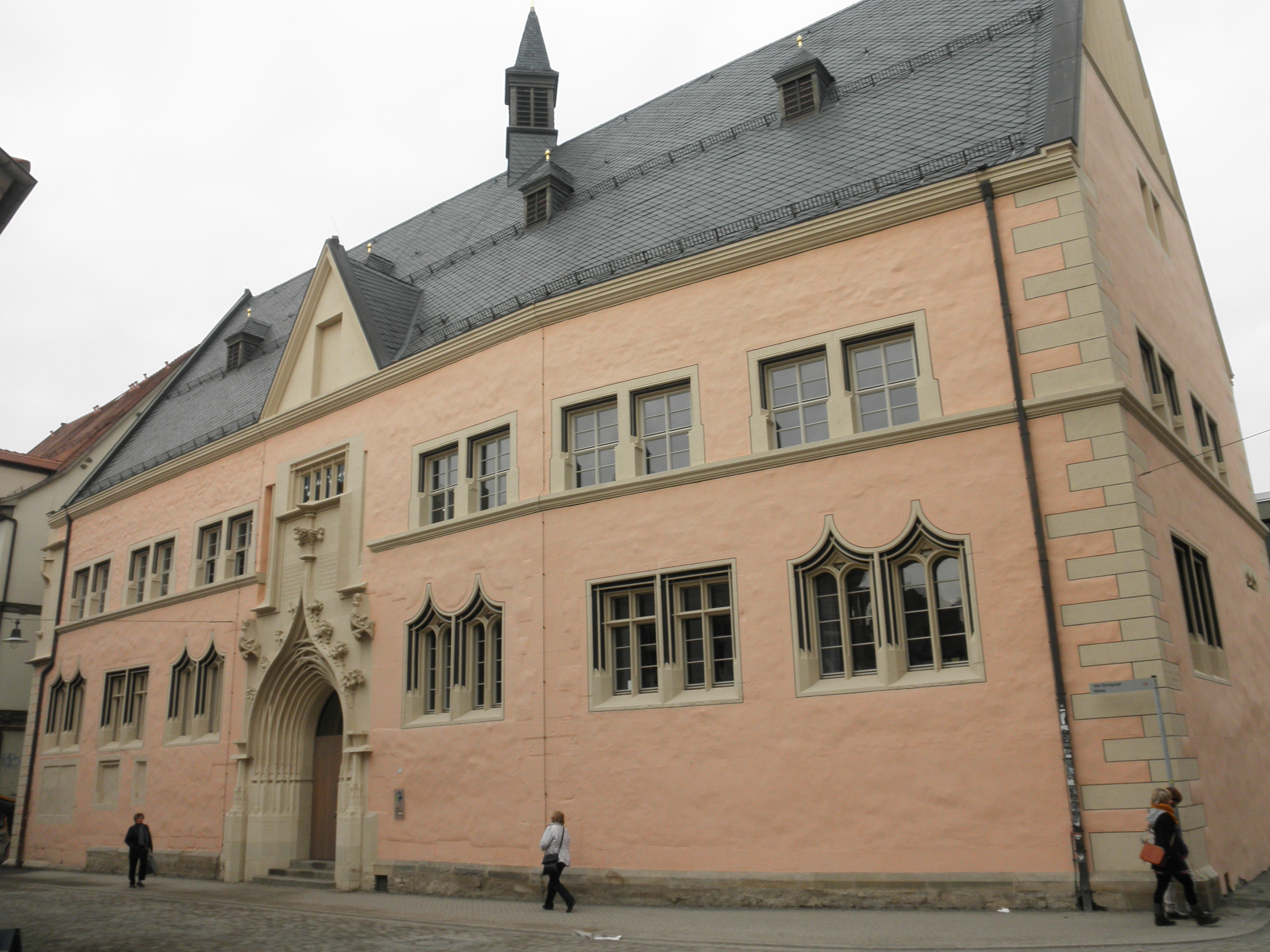
Il Collegium Maius del 1392.

Nel XIII secolo Erfurt era ormai divenuta un centro culturale di grande fama, tanto che in nessun'altra città tedesca si contava in quel periodo un numero maggiore di studenti. Nell'Occultus Erfordensis del 1281/1283 è riportata la cifra di 1 000 studenti. Quest'epoca è caratterizzata dall'opera di Meister Eckhart, che a partire dal 1277 aveva studiato a Erfurt e dal 1292 divenne priore del locale convento dei domenicani e vicario del suo ordine per la Turingia. Con le sue prediche e i suoi scritti egli fece di Erfurt uno dei principali luoghi di studio della teologia di quell'epoca. Nella prima metà del XIV secolo lo Collegium Maius di Erfurt divenne il più importante centro di studi del Sacro Romano Impero. Nel 1392 da esso nacque la terza Università della Germania.

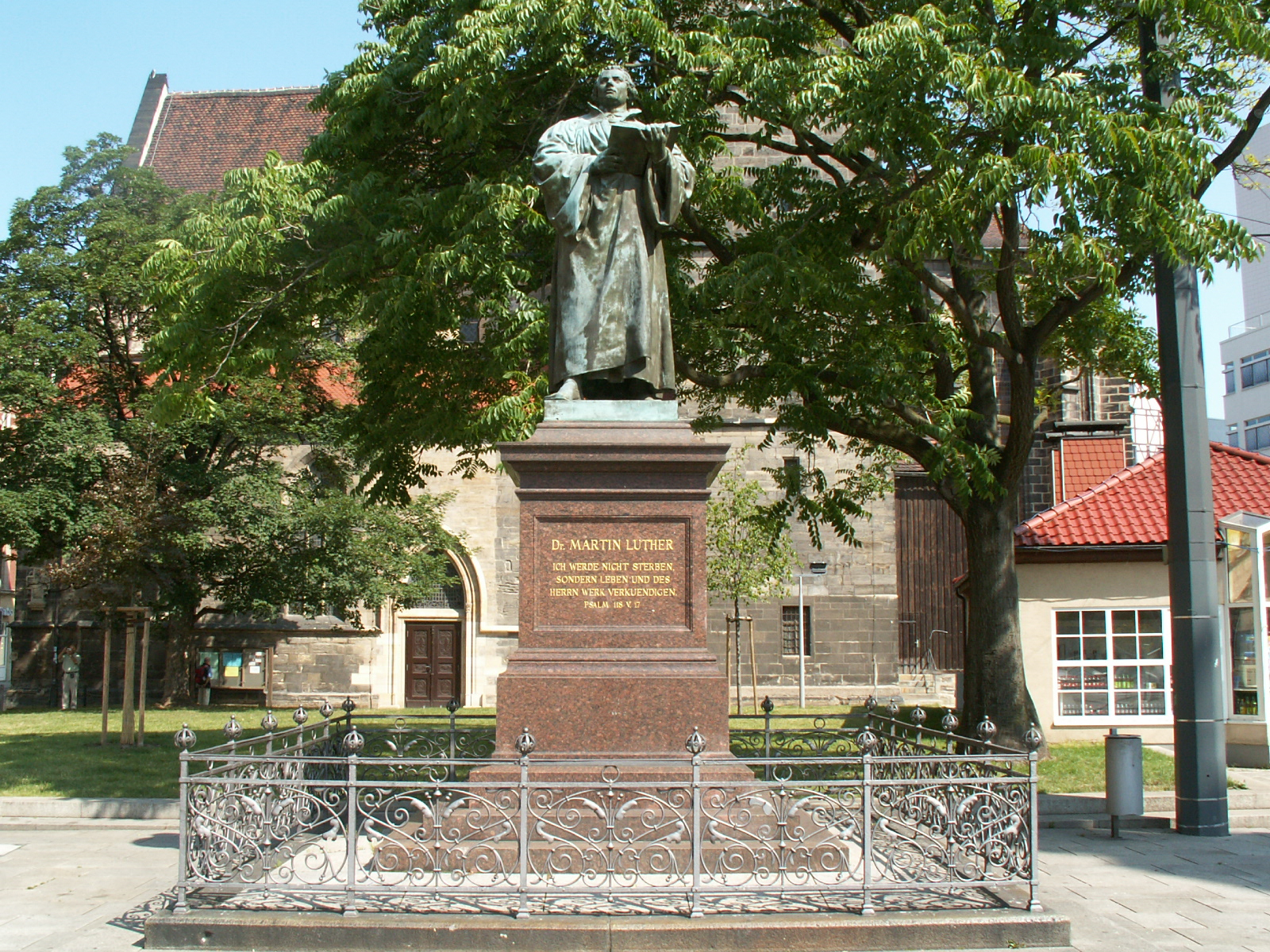
Statua di Martin Lutero.

Tra il 1501 e il 1505 all'Università di Erfurt studiò Martin Lutero, che vi conseguì la laurea in filosofia. Nel 1505, nei pressi di Stotternheim (una frazione di Erfurt a 10 km dal centro della città), Lutero fu sorpreso da un violento temporale durante il quale rischiò di essere colpito da un fulmine; in tale occasione fece voto a Sant'Anna di farsi monaco. Dedicò il resto della sua vita alla chiesa ed entrò nell'ordine degli agostiniani come frate. Fino al 1511 Lutero visse e predicò a Erfurt.
Alla fine del XV secolo, i signori della Sassonia assediarono ripetutamente ma senza successo la città di Erfurt. Questo bloccò per lunghi periodi gli scambi commerciali, causando gravi danni economici e costringendo Erfurt nel 1483 a firmare un trattato di protezione, che prevedeva il pagamento di 1500 fiorini all'anno. Nel 1509 e nel 1510 la popolazione insorse contro gli sperperi del consiglio comunale.

### Dominio di Magonza
Il Palazzo del governatore.
- barone Waldbott von Bassenheim -1702
- barone Filippo Guglielmo von Boineburg 1702-1717
- Filippo Guglielmo von Bricken 1717-1732
- barone Anselmo Francesco Ernesto von Warsberg 1732-60
- vacante 1760-1763
- barone Carlo Schenk von Schmiedtburg 1763-1766
- barone Carlo von Breitenbach Barresheim 1766-1770
- vacante 1770-1772
- barone Carlo Teodoro Antonio von Dalberg 1772-1802
- Enrico Giacomo Guglielmo Clarke 1802-1806.

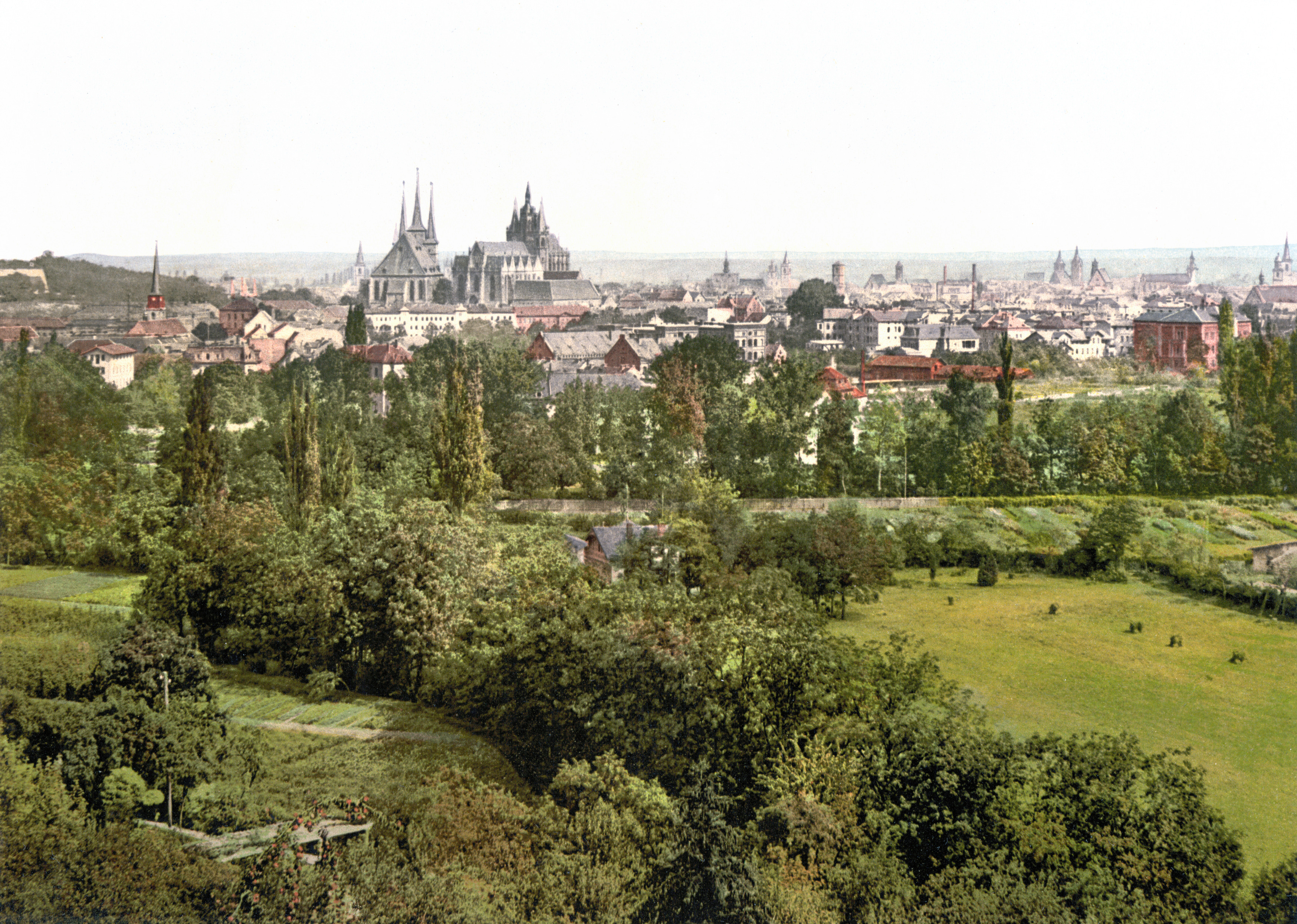
Erfurt nel 1900.

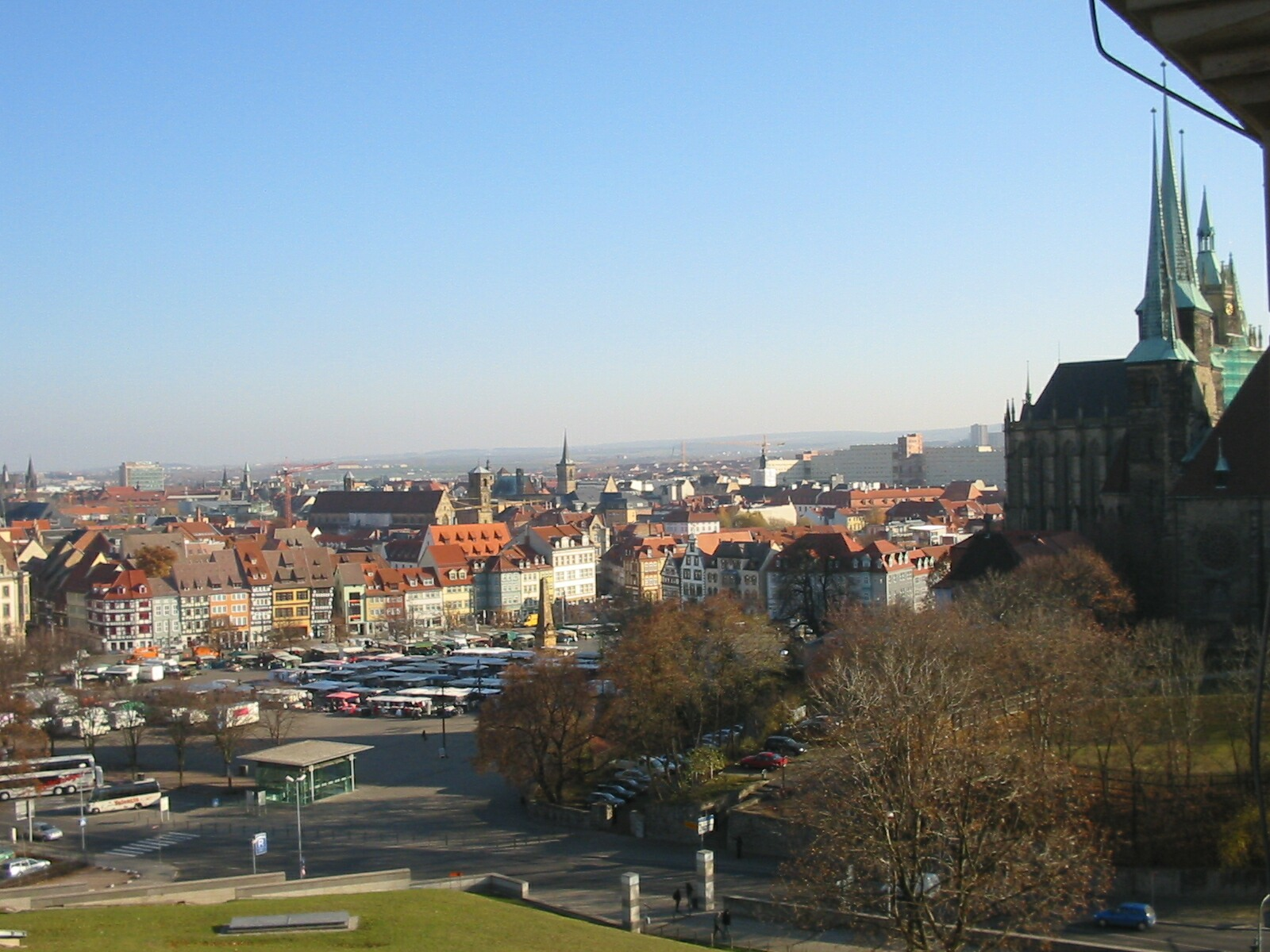
Il duomo e parte del centro storico.

Nel 1664 Erfurt fu conquistata da truppe francesi e del principe elettore di Magonza, l'arcivescovo Johann Philipp von Schönborn con l'aiuto degli elettori di Colonia e di Treviri assommando un esercito di 15.000 uomini. 
Incominciò così il dominio di Magonza, presidiando la città con le truppe imperiali, mentre la Sassonia aveva rinunciato al suo protettorato sulla città. Erfurt, assieme alla zona dell'Eichsfeld, era amministrata da un governatore nominato da Magonza. Infatti, con la conquista della città, il principe-elettore di Magonza impone alla cittadinanza di finanziare un proprio governatore elettorale che lo rappresenti, imponendo al consiglio municipale le direttive del principe.
Tra il 1682 e il 1683 Erfurt fu colpita dalla più grave epidemia di peste della sua storia: soltanto nel 1683 morì più di metà della popolazione. Il 21 ottobre 1736 Erfurt fu colpita da un terribile incendio che distrusse 188 edifici nella zona compresa tra il duomo, il municipio e la Predigerkirche.

### Francesi e Prussiani
Nel 1802 in seguito a un trattato tra Francia e Prussia la città e il territorio circostante passarono alla Prussia come risarcimento. Dopo la sconfitta dei prussiani nella battaglia di Jena e Auerstedt del 17 ottobre 1806, la città, senza opporre alcuna resistenza armata, fu occupata dalle truppe di Napoleone. Nel 1807 egli dichiarò Erfurt assieme a Blankenhain un dominio imperiale. Nel 1808 Napoleone ricevette lo zar Alessandro I e i principi della confederazione del Reno per il congresso di Erfurt, durante il quale si stipulò un'alleanza tra Francia e Russia, che però nel seguito non sarebbe stata rispettata. Durante la sua permanenza a Erfurt Napoleone ebbe anche l'occasione di conoscere Johann Wolfgang Goethe.
Nel 1814 in seguito a un assedio da parte delle truppe prussiane, austriache e russe terminò l'occupazione francese e nel 1815 Erfurt, grazie al congresso di Vienna, tornò a far parte dell'Impero Prussiano, che cedette il territorio di Erfurt e di Blankenhain al granducato di Sassonia-Weimar-Eisenach. Nel 1816 fu chiusa l'Università di Erfurt. Nello stesso anno Erfurt divenne distretto urbano e sede del governo distrettuale prussiano (distretto di Erfurt), che sottostava al potere del presidente della provincia di Sassonia con sede a Magdeburgo. Il distretto urbano di Erfurt fu nuovamente unito al distretto rurale di Erfurt nel 1818. Il 1º gennaio 1872 la città uscì nuovamente dal distretto rurale e ridivenne distretto urbano. La fortezza fu abbandonata e demolita nel 1873.

### Epoca industriale
Con l'insediamento di alcune fabbriche per la costruzione di macchinari alla fine del XIX secolo Erfurt divenne un importante centro industriale. Nel 1857 Christian Hagans fondò l'omonima fabbrica di macchinari e locomotive ferroviarie, nel 1888 Otto Schwade la Deutsche Automat-Dampfpumpen-Fabrik (fabbrica tedesca di pompe a vapore automatiche), nel 1902 Hugo John una fabbrica di lamiere e Henry Pels fondò la Berlin-Erfurter Maschinenfabrik (fabbrica di macchinari di Berlino ed Erfurt).
A questo periodo risale anche la nascita dei primi vivai, che ancora oggi hanno una notevole rilevanza in città. A questa circostanza va ricondotto il soprannome di Puffbohne (che significa fava) con cui sono spesso chiamati gli abitanti di Erfurt. Nel settore vivaistico ricordiamo la ditta N. L. Chrestensen fondata nel 1867.
Da un censimento delle attività economiche del 1883 risulta che Erfurt era al primo posto in Germania per le attività legate al giardinaggio, al quinto posto per la fabbricazione di calzature e all'ottavo posto per il confezionamento di abiti. Nell'ottobre del 1891 a Erfurt si tenne il congresso dei socialdemocratici tedeschi, denominati a partire dal 1890 SPD.

### Le guerre mondiali

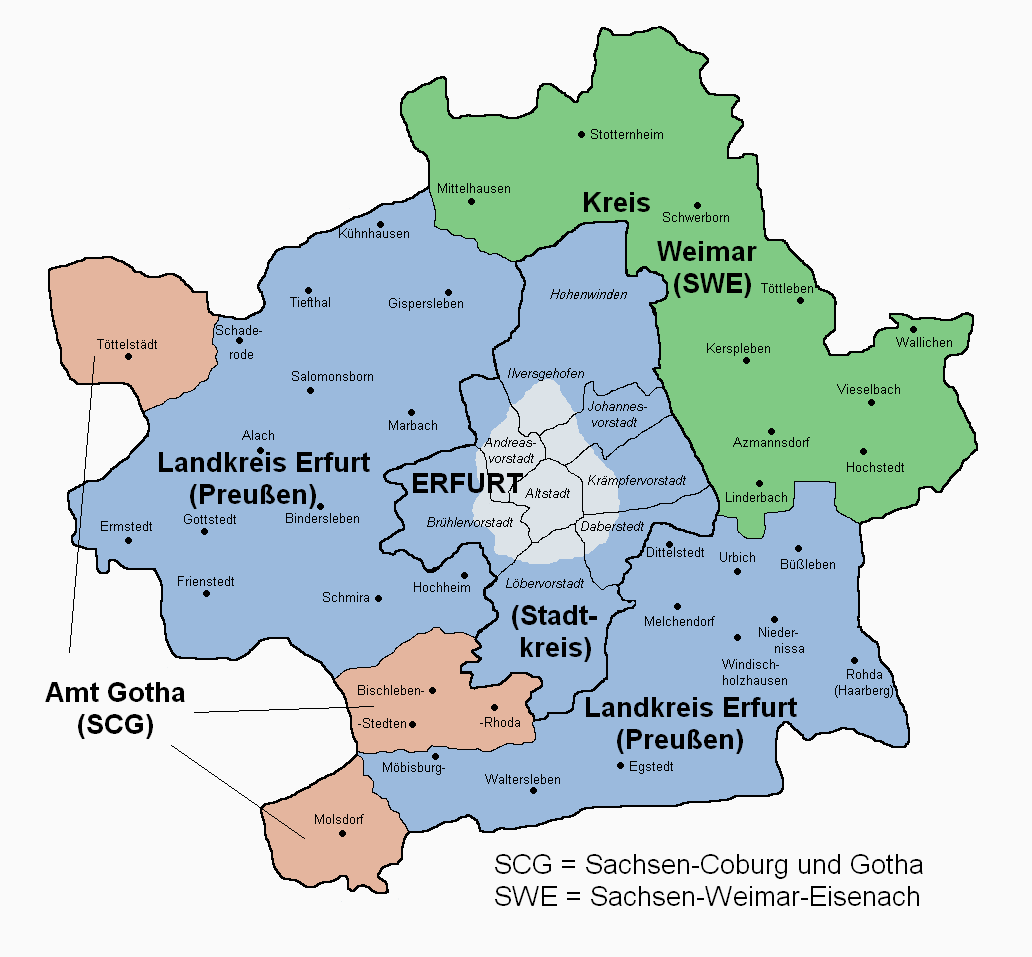
Suddivisione territoriale di Erfurt nel 1918.

Durante la prima guerra mondiale persero la vita 3 579 cittadini di Erfurt. Quando nel 1920 fu creato il land della Turingia con capitale Weimar, i territori prussiani della Turingia comprendenti Erfurt non vi furono inclusi. Tra il 1929 e il 1932 Erfurt risentì gravemente della crisi economica globale. La produzione fu più che dimezzata e la disoccupazione raggiunse livelli elevatissimi, permettendo all'ideologia nazionalsocialista di avere un ampio seguito tra la popolazione.

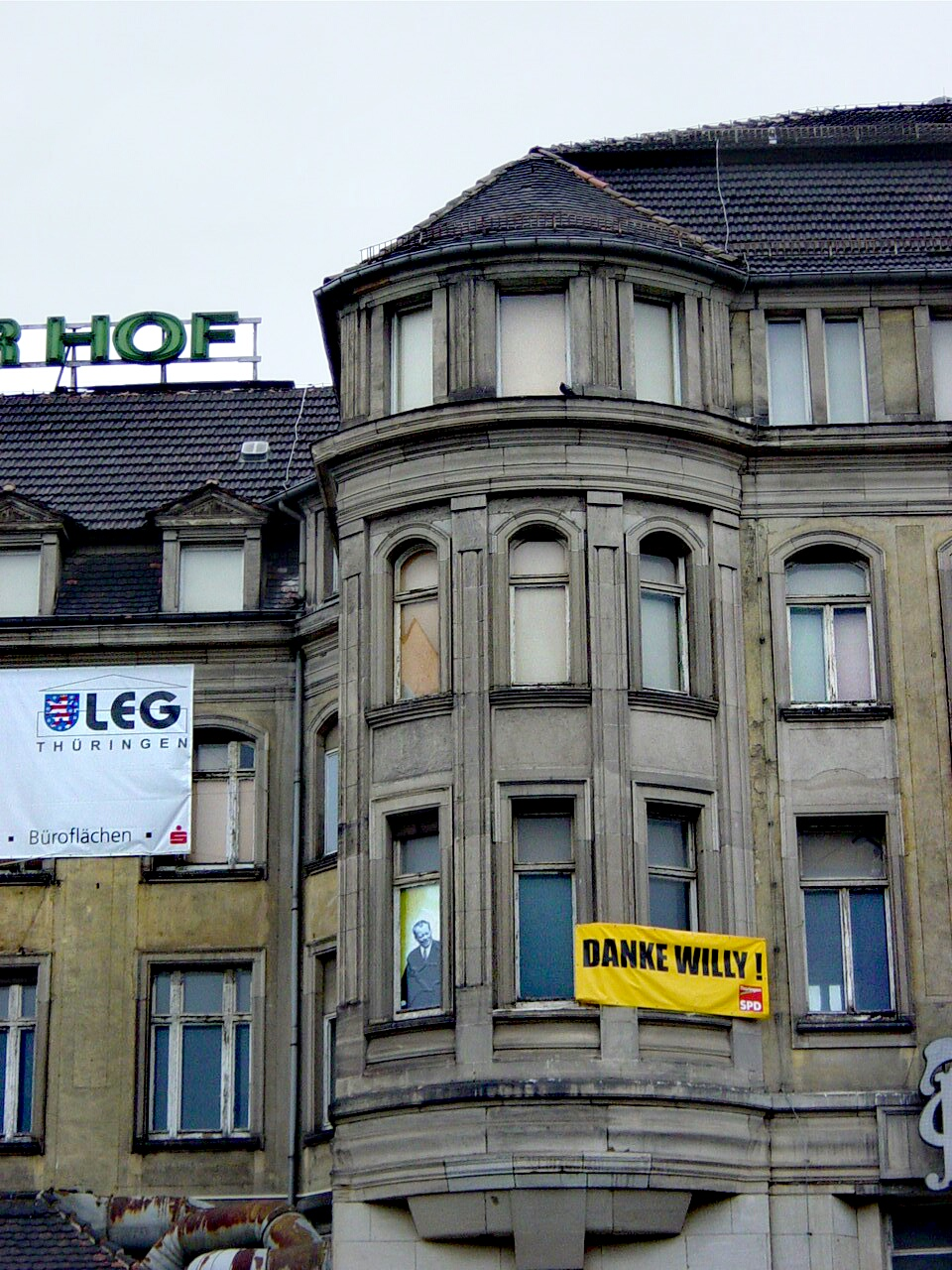
L'hotel Erfurter Hof prima di essere restaurato...

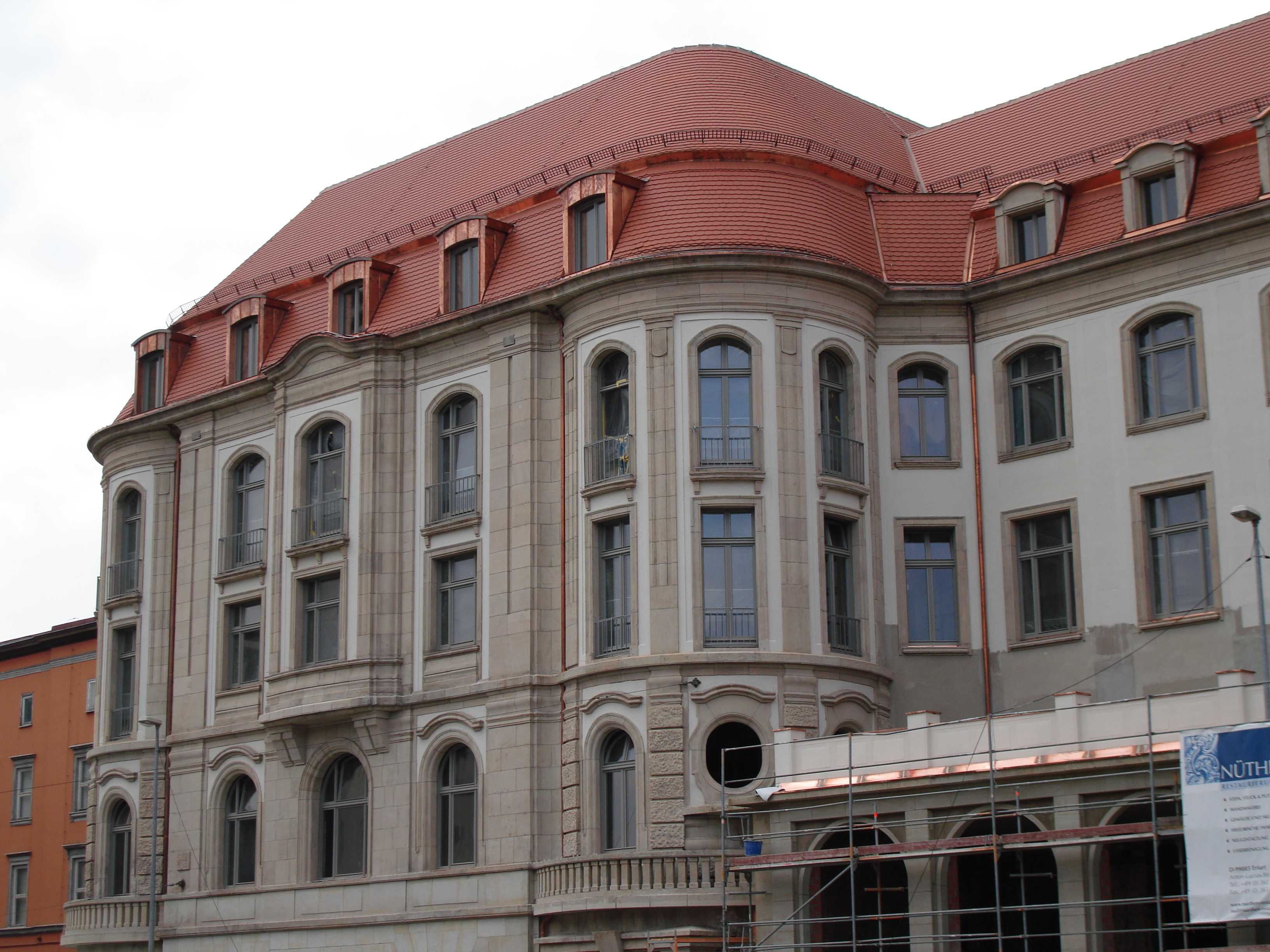
... e dopo il restauro.

Nel 1933 il partito nazista NSDAP assunse il controllo della città; nella Feldstraße fu realizzato uno dei primi campi di concentramento tedeschi. Negli anni successivi lo sviluppo economico fu caratterizzato dalla produzione di armi. Nacquero anche alcune nuove attività industriali, come la Feinmechanische Werke GmbH Erfurt (FEIMA), il Telefunkenwerk e il Reparaturwerk Erfurt GmbH (REWE), fondata da Josef Jacobs, un pilota decorato con il Pour le Mérite. Furono poi costruite sei nuove caserme e la base aerea di Erfurt-Bindersleben e fu ampliato l'aeroporto Erfurt-Nord. Nel 1938 Erfurt ospitava una delle più grandi guarnigioni del Reich. Durante la notte dei cristalli fu incendiata la sinagoga e incominciarono le deportazioni della popolazione ebraica. Nel 1940 la ditta J. A. Topf und Söhne incominciò la collaborazione con le SS. Negli anni seguenti la ditta fornì i forni crematori per i campi di concentramento di Dachau, di Buchenwald e di Auschwitz. Durante la seconda guerra mondiale Erfurt subì 27 attacchi aerei, nei quali persero la vita circa 1 600 persone. Furono distrutti molti edifici, ma rispetto ad altre grandi città tedesche i danni sono stati meno significativi, limitandosi a circa il 17% delle abitazioni. Il 13 aprile 1945 la città fu occupata dalle unità statunitensi comandate dal generale George S. Patton. Il 1º luglio si insediò il governo distrettuale prussiano. Il distretto di Erfurt fu assegnato al land della Turingia. Il 3 luglio la città passò sotto il controllo dell'armata rossa, in seguito al primo protocollo di Londra per la suddivisione in zone della Germania del 1944 e alle decisioni prese nella conferenza di Jalta.
Nel 1945 incominciò una lenta ripresa di Erfurt dalle conseguenze della guerra. Dalle strade furono rimossi 30 000 metri cubi di macerie, furono ripristinati i tram e la rete di distribuzione del metano e furono riaperte le scuole. Nel 1948, su decisione del parlamento regionale della Turingia (Thüringer Landtag), Erfurt divenne la capitale del land e lo restò fino a quando nel 1952 il land della Turingia fu dissolto e suddiviso in tre distretti.

### Storia contemporanea
Alla fine degli anni sessanta incominciò la demolizione del quartiere Krämpferviertel nella periferia orientale della città. In seguito al conseguente allargamento della circonvallazione Juri-Gagarin-Ring e alla costruzione di edifici Plattenbau di 11-16 piani e lunghi fino a 120 metri, l'aspetto della città fu radicalmente e definitivamente alterato. La cementificazione delle periferie proseguì massicciamente fino alla fine degli anni settanta, con la costruzione di più di 17 000 appartamenti nelle zone di Johannesplatz, Nordhäuser Straße, Rieth e Roter Berg.
Nel 1970 il cancelliere federale Willy Brandt si recò a Erfurt e incontrò il vice presidente del consiglio di Stato Willi Stoph. Egli si affacciò alla finestra dell'hotel Erfurter Hof e fu accolto entusiasticamente dalla folla.
Nel 1989 anche a Erfurt ci furono imponenti manifestazioni di piazza, che portarono infine alla caduta del regime comunista. Il 4 dicembre 1989 alcuni cittadini occuparono l'edificio del ministero della sicurezza dello Stato (Ministerium für Staatssicherheit) di Erfurt. Nel 1991 la città tornò a essere la capitale del land della Turingia con i voti di 49 deputati del parlamento regionale su 88. Nel 1994 fu rifondata l'Università di Erfurt e nello stesso anno l'ufficio vescovile di Erfurt-Meiningen, creato nel 1973, fu elevato al rango di diocesi di Erfurt.
Dopo la riunificazione l'aspetto urbanistico di Erfurt fu profondamente rimodellato. Quasi tutti gli edifici del centro storico sono stati restaurati e in alcune zone sono sorte delle nuove abitazioni.
Il 26 aprile 2002 Erfurt divenne tristemente famosa nel mondo per la strage nel liceo Gutenberg, nella quale un ragazzo di 19 anni uccise 13 insegnanti, un poliziotto, ferì mortalmente tre studenti e infine si suicidò.

### Stemma

Stemma della città di Erfurt.

Lo stemma della città di Erfurt è formato da una ruota bianca a sei raggi su sfondo rosso.
Sul più antico sigillo cittadino del XII secolo era rappresentato San Martino, patrono di Magonza, mentre la ruota appare circa a partire dalla metà del XVII secolo. Da monete, lapidi e stampe risulta che la ruota sia stata usata come stemma fin dal 1285. Tale simbolo è legato alla diocesi di Magonza, che ha governato la città per più di 1 000 anni, dal 755 fino al 1803.
Il significato della ruota di Magonza non è ancora chiarito in maniera univoca: la spiegazione popolare è la leggenda seconda la quale l'arcivescovo Willigis sarebbe figlio di un povero artigiano che costruiva carri e avrebbe scelto la ruota bianca su sfondo rosso come stemma. Altre spiegazioni rimandano al segno della ruota nella mitologia greca e romana o alle insegne di una legione romana. Queste ipotesi, così come anche alcune altre, appaiono comunque poco verosimili.

## Monumenti e luoghi d'interesse

### Architetture religiose

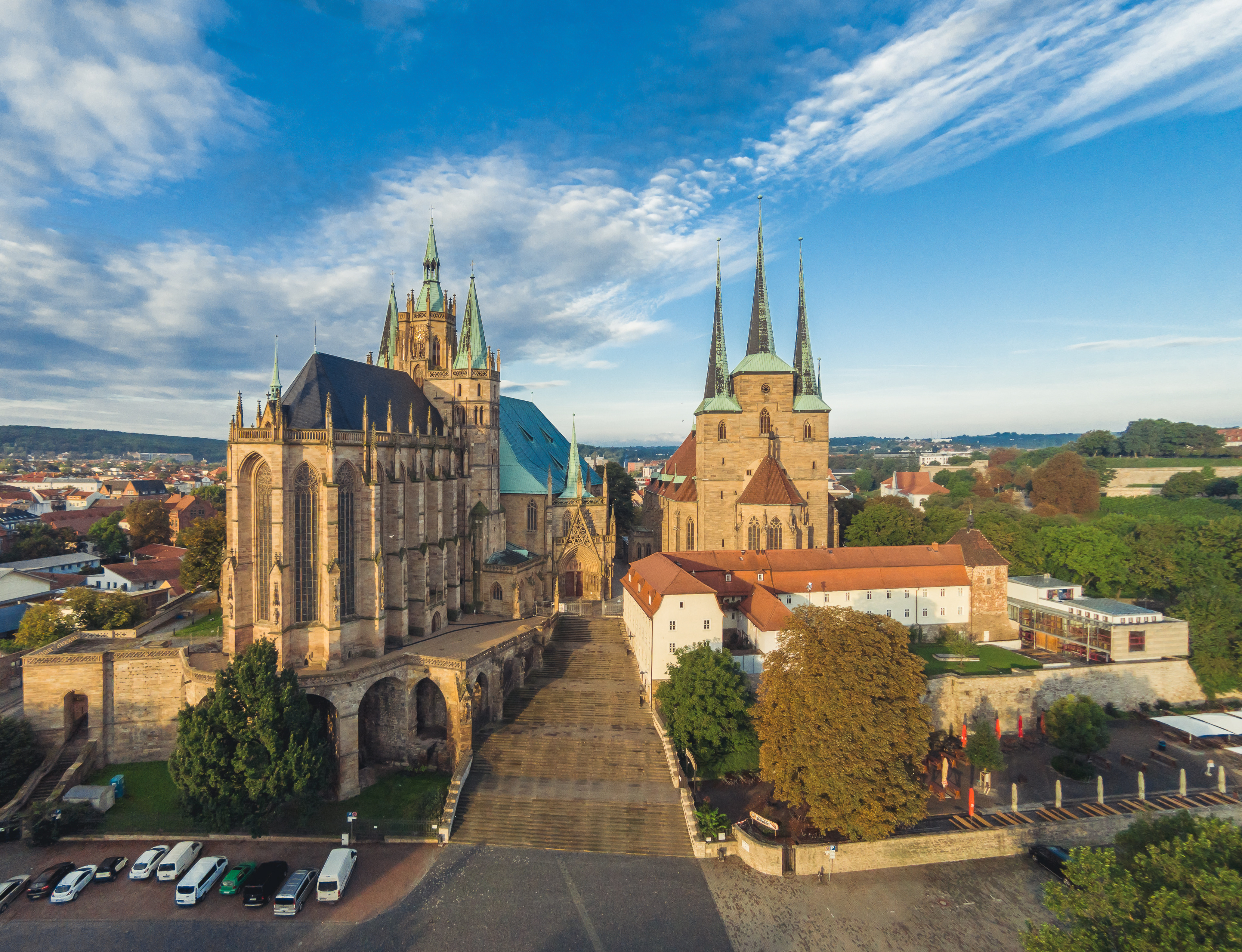
Il Duomo di Erfurt e la Chiesa di San Severo.

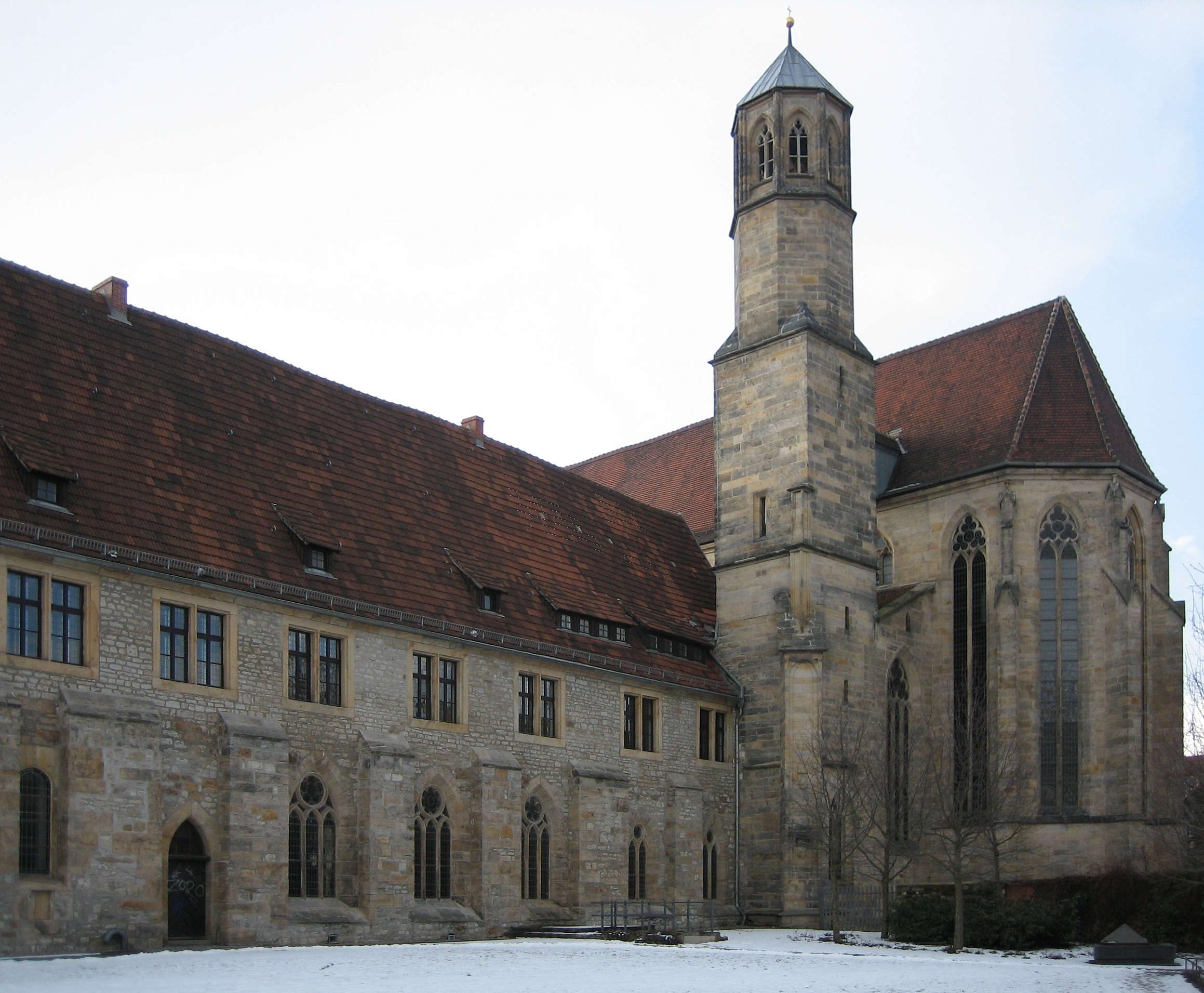
La Predigerkirche con un'ala del Predigerkloster.

Grazie alla grande abbondanza di edifici religiosi, nel Medioevo Erfurt fu soprannominata la Roma della Turingia. Oggi ci sono rimaste 24 di queste chiese, a cui vanno aggiunte le 51 chiese delle frazioni annesse successivamente al territorio comunale.
- Ägidienkirche. La chiesa di Sant'Egidio è citata per la prima volta in un documento del 1110. Essa era una delle due chiese che sorgevano alle estremità del ponte Krämerbrücke, ma oggi è l'unica rimasta. Il campanile può essere visitato e consente un'ampia veduta sul centro storico.
- Allerheiligenkirche. La Chiesa di Ognissanti è una chiesa gotica della metà del XIII secolo dalla particolare pianta trapezoidale. Il suo campanile, con i suoi 53 metri, è il più alto del centro storico.
- Barfüßerkirche. La Chiesa dei Francescani, è una grande basilica gotica costruita dal 1224 che subì dei gravissimi danni in un bombardamento del 1944. Venne restaurato il coro. Nelle "rovine" della chiesa si tengono annualmente in estate delle rappresentazioni teatrali all'aperto.
- Augustinerkloster. Il Convento degli Agostiniani, fondato nel 1277, include la Chiesa di Sant'Agostino, grande basilica gotica ricostruita fra il 1316 e il 1334. Conserva nel coro un importante ciclo di vetrate con la Vita di Sant'Agostino, dell'inizio del XIV secolo. Il convento è noto particolarmente in relazione a Martin Lutero, che vi entrò come monaco agostiniano dopo la conclusione dei suoi studi. Vi rimase dal 1505 fino al 1511 e vi fu consacrato sacerdote nel 1507. Oggi il convento è usato come luogo per incontri internazionali. Durante i mesi estivi nel cortile rinascimentale del monastero si tengono numerosi concerti e spettacoli teatrali.
- Il Domberg, la Collina del Duomo, simbolo della città, emerge scenograficamente sulla Domplatz, la Piazza del Duomo, dalla quale una scalinata di 70 gradini porta al complesso architettonico costituito dal Duomo di Erfurt e dalla Chiesa di San Severo.
- Il Duomo di Erfurt. È la terza chiesa sorta in questo luogo, sulla cima del Domberg. Costruita a partire dal 1452 rappresenta una delle più alte opere dell'Architettura gotica tedesca. La campana del duomo, detta la Gloriosa, è la più grande campana medievale d'Europa. Venne fusa nel 1497, è alta 2 metri e mezzo e pesa 11,4 tonnellate. Ancora oggi è fatta suonare in occasioni solenni.
- Predigerkirche. La Chiesa dei Domenicani venne fondata con l'annesso convento nel 1229 e costruita tra il 1278 e il 1380. È una basilica a tre navate con volte a crociera ed è uno dei principali edifici dell'architettura degli ordini mendicanti in Germania. Da studi dendrologici è emerso che il tetto interamente ligneo deriva da abeti della Turingia abbattuti tra il 1279 e il 1285. Il tetto del Predigerkloster è così il più antico della Germania.
- Severikirche. La Chiesa di San Severo sorge a fianco del Duomo, sulla cima del Domberg, e con la sua silhouette a tre torri gugliate caratterizza il profilo cittadino. Venne eretta in stile gotico dal 1278 alla fine del XV secolo su edifici precedenti. All'interno si conservano notevoli opere d'arte che vanno dal Gotico al Rinascimento, al Barocco.

Altre chiese famose sono la chiesa di san Pietro sul Petersberg, la Kaufmannskirche, la chiesa di san Lorenzo e la Schottenkirche.

### Architetture civili

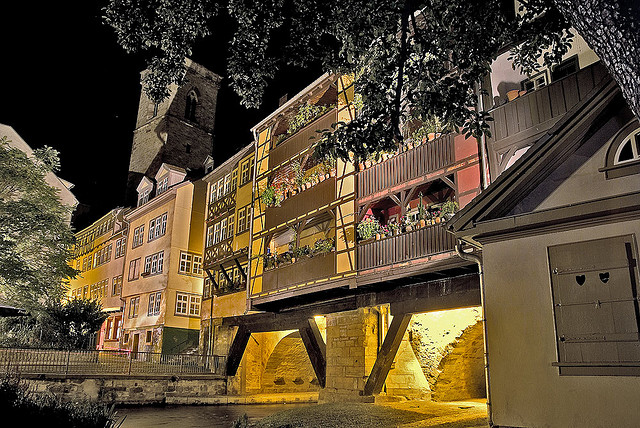
Il Krämerbrücke.

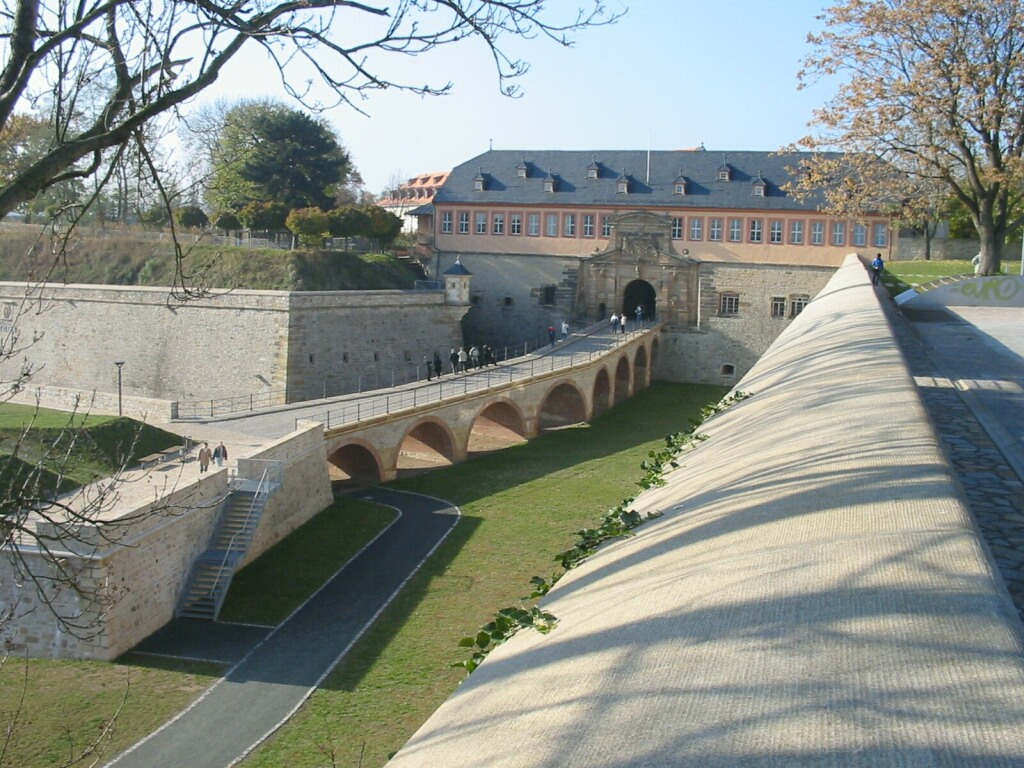
La Cittadella di Petersberg.

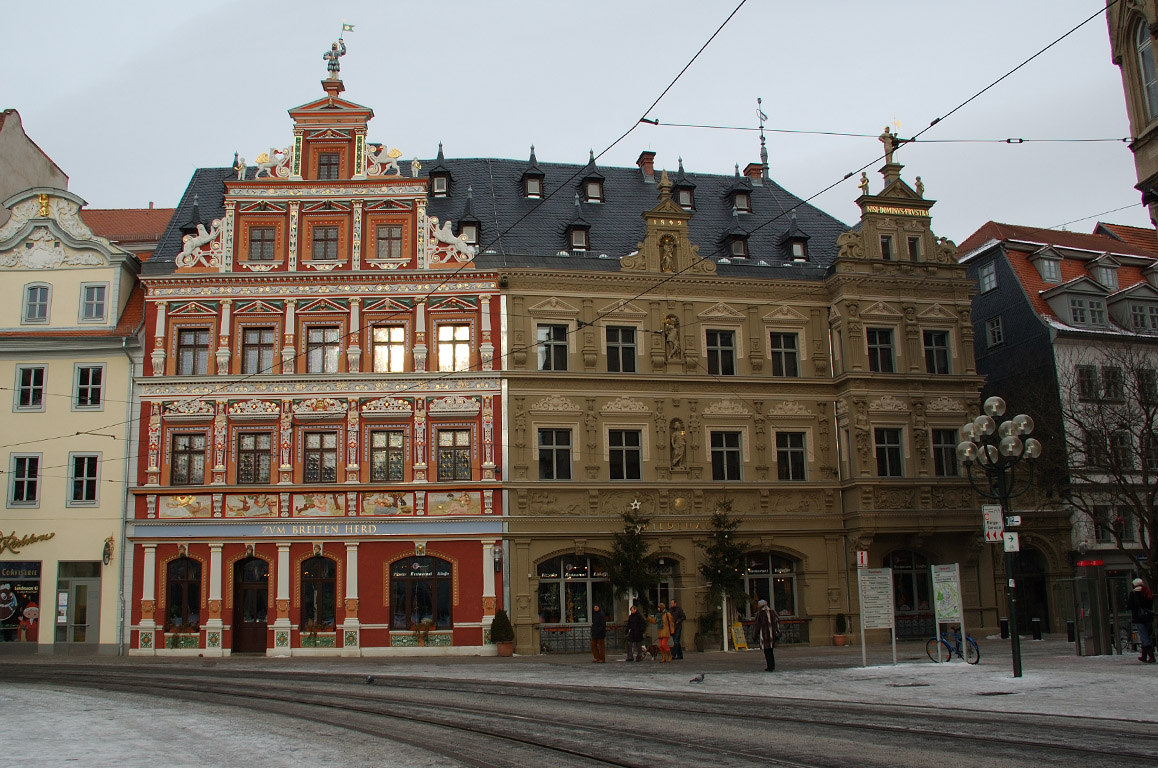
Il Mercato del Pesce e la casa Haus zum breiten Herd.

Erfurt ha uno dei centri storici medievali meglio conservati e più grandi della Germania.
- Krämerbrücke. Un imponente ponte sul fiume Gera, citato per la prima volta nel 1117 e che nel 1325, dopo numerosi incendi, fu ricostruito in pietra. Sui suoi 120 m di lunghezza sono costruite 32 case: ciò fa della Krämerbrücke il più lungo ponte ricoperto di abitazioni in Europa. In origine alle due estremità si trovavano altrettante chiese, di cui oggi è conservata soltanto la chiesa di sant'Egidio.
- Petersburg. La collina di San Pietro si erge nelle immediate vicinanze della Piazza del Duomo. Tra il 1665 e il 1707 vi fu costruita la cittadella di Petersberg. Oggi si tratta dell'unica fortezza cittadina, e una delle fortezze barocche meglio conservate in Europa.
- Fischmarkt. La Piazza dell'Antico Mercato del Pesce costituisce il centro cittadino. Vi sorge vari edifici storici:
  - Rathaus. Il Municipio, edificio neogotico costruito tra il 1870 e il 1874 e che conserva numerosi dipinti con scene della Storia di Erfurt e di Martin Lutero, opere di Peter Janssen.
  - Römer. Di fronte al municipio si trova la statua di San Martino nelle vesti di un soldato romano, ispirato ambiguamente al leggendario guerriero Rolando. La statua venne scolpita nel 1561 dall'olandese Israel van der Milla.
  - Haus zum Roten Ochsen, la Casa al Bue Rosso, sorge di fronte al Municipio. Venne costruita in stile rinascimentale nel 1562. Oggi ospita una galleria d'arte.
  - Haus zum Breiten Herd, la Casa alla Grande Stufa sorge a sinistra del municipio, è stata eretta nel 1584 in stile rinascimentale e presenta una superba facciata riccamente decorata.
- Cittadella di Cyriaksburg, Fortezza costruita nel 1480 sulle rovine di un vecchio monastero. Si trova all'interno dell'area adibita all'esposizione permanente di giardinaggio, unico museo del giardinaggio tedesco. Ospita una piattaforma panoramica da cui si gode di un'ottima vista su una delle due torri della fortezza.
- Cittadella di Petersberg, costruita nel 1665 sulle rovine di un vecchio monastero.

Altri edifici da vedere sono la Haus zum Güldenen Krönbacken, la Haus zum Sonneborn, che oggi ospita l'anagrafe e il complesso Engelsburg.
Il tetto del Haus Dacheröden fu completamente distrutto da un incendio il 22 agosto 2006. Tale edificio rinascimentale era appena stato restaurato con una spesa di un milione e mezzo di euro e avrebbe dovuto essere inaugurato qualche settimana dopo. Tra il XVIII e il XIX secolo la casa fu punto di incontro per studiosi, scrittori e artisti, tra cui Goethe, Schiller, Dalberg e Wilhelm von Humboldt.

### Aree naturali

#### Zoo e acquario
Il giardino zoologico della Turingia di Erfurt è uno degli zoo più grandi della Germania. Inaugurato nel 1959, esso ospita 1 200 animali di 128 diverse specie, tra cui leoni, elefanti, rinoceronti e giraffe. Il giardino zoologico si trova nella periferia settentrionale della città, sul Roter Berg.
L'acquario sul Nettelbeckufer ospita 3 000 esemplari di 368 specie, tra cui una delle più grandi collezioni di pesci d'acqua dolce della Germania.

#### Parchi
A Erfurt ci sono numerosi parchi, come il Stadtpark vicino alla stazione centrale, il Südpark vicino allo stadio e il parco più grande, il Nordpark. Altri parchi sono il Luisenpark, sulle sponde del fiume Gera nella parte sud-occidentale di Erfurt, dove si trova anche il giardino botanico-dendrologico, e il Brühler Garten, di 1,5 ettari, nelle immediate vicinanze del centro storico. A sud della città si trova lo Steigerwald, un bosco di 700 ettari, all'interno del quale si snodano 36 km di sentieri.

#### L'esposizione di giardinaggio

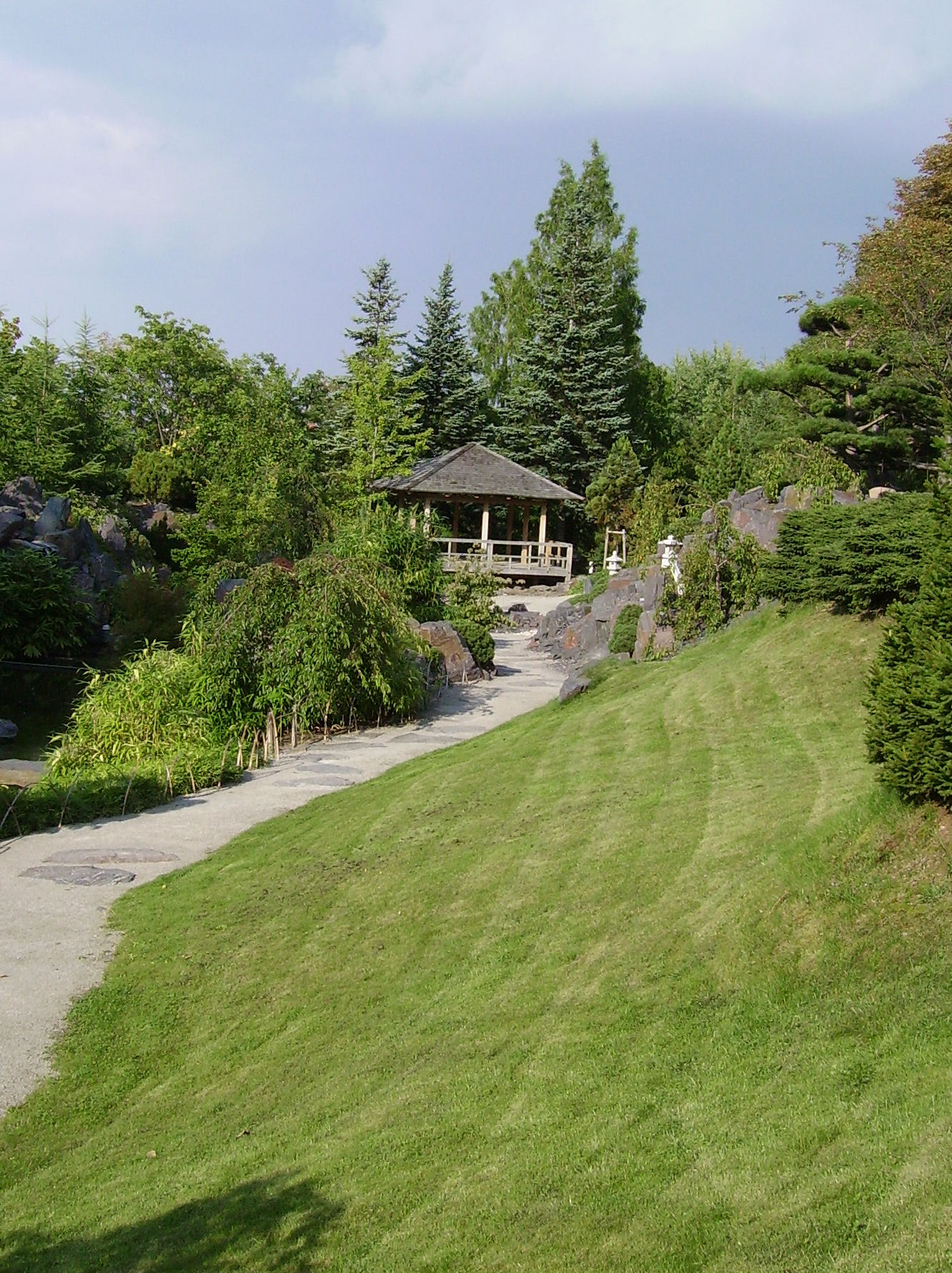
Giardino giapponese nell'esposizione del giardinaggio.

L'esposizione di giardinaggio è situata nella periferia occidentale della città, presso la Cyriaksburg, e fu inaugurata nel 1959. Nel 1961 vi si tenne la prima mostra internazionale del giardinaggio dei paesi socialisti. Accanto a un giardino delle rose e a un giardino giapponese, sorgono alcuni edifici dedicati rispettivamente all'ambiente tropicale, alle farfalle, ai cactus e alle orchidee. All'interno dell'esposizione del giardinaggio si trova anche la Cyriaksburg, che ospita tra l'altro il museo tedesco del giardinaggio. Il parco è anche sede di numerose manifestazioni, come la festa delle luci in agosto e il mercato della birra nella tarda estate.

## Società

### Evoluzione demografica

Sviluppo demografico.

Nel 1880 Erfurt aveva più di 50 000 abitanti; nel 1905 superò la soglia dei 100 000. Il 1º dicembre 1945 la città ne aveva 164 998 e nel 1973 superò i 200 000. Il massimo storico è stato raggiunto nel 1989 quando la popolazione superò le 220 000 unità. Dopo la riunificazione, nonostante le annessioni di numerose nuove frazioni, la città perse circa 20 000 abitanti. Le ragioni dello spopolamento sono principalmente l'emigrazione, la suburbanizzazione e una diminuzione della natalità. In seguito al trasferimento di molti giovani da altri distretti della Turingia nella capitale del land la popolazione ha ripreso ad aumentare a partire dal 2003, superando così nuovamente la soglia dei 200 000.

### Religione
Nell'anno 742 Bonifacio fondò la diocesi di Erfurt, che però poco dopo fu incorporata nella diocesi di Magonza.
Nel XIV secolo la città aveva più di 20 parrocchie, 3 abbazie e più di 10 monasteri. In seguito Erfurt ha posseduto 80 chiese e 36 monasteri. Molti di essi sono ancora oggi ben conservati. All'inizio del XVI secolo Martin Lutero è stato studente presso l'Università di Erfurt.
La maggioranza della popolazione si convertì al protestantesimo e ciò portò anche a forti tensioni. Nel 1530 nel cosiddetto Hammelburger Vertrag si raggiunse l'equiparazione dei diritti tra le varie confessioni. I protestanti ottennero così otto chiese, guidate da un decano. Nel XVI secolo, in seguito alla controriforma, la maggioranza della popolazione tornò a essere cattolica.
Dopo il passaggio della città di Erfurt alla Prussia le strutture dell'organizzazione ecclesiastica furono riorganizzate. Dal 1821 le parrocchie della città passarono alla diocesi di Paderborn. Dopo il concordato prussiano del 1929 si ebbe un riordinamento della suddivisione territoriale delle diocesi cattoliche. Le comunità di Erfurt passarono così alla diocesi di Fulda.
Dopo la seconda guerra mondiale per il vescovo diventò sempre più difficile adempiere ai suoi obblighi istituzionali nella parte orientale della diocesi. Analoghe difficoltà riguardarono anche la diocesi di Würzburg, cui appartenevano le parrocchie della Turingia meridionale. Nel 1946 a Erfurt fu quindi nominato un vicario generale per le zone orientali delle diocesi di Fulda e Würzburg. Nel 1953 egli fu nominato vescovo ausiliare e nel 1967 divenne commissario vescovile. Dopo la riorganizzazione della Chiesa cattolica nella Repubblica Democratica Tedesca, tali territori in seguito a un decreto della Santa Sede del 20 luglio 1973 furono assegnati all'amministrazione apostolica di Erfurt-Meiningen.
Il 14 giugno 1994 l'amministrazione apostolica di Erfurt-Meiningen fu elevato a diocesi e assegnato alla provincia ecclesiastica di Paderborn. Le parrocchie di Erfurt fanno oggi parte del decanato di Erfurt all'interno della diocesi di Erfurt.
I pochi protestanti che sono rimasti a Erfurt dopo la controriforma, in seguito all'annessione alla Prussia, divennero membri della chiesa provinciale di Sassonia, creatasi in occasione della formazione della provincia di Sassonia. Nel 1817 in tutta la Prussia le comunità luterane e quelle riformate furono unificate. In seguito tutte le comunità di Erfurt appartennero alla chiesa evangelica in Prussia (Evangelischen Kirche in Preußen), il cui capo era il re di Prussia in qualità di summus episcopus. In reazione a questa unione forzata nacque la chiesa evangelico-luterana (luterana antica) di Prussia (Evangelisch-Lutherische (altlutherische) Kirche Preußens). Gli Altlutheraner non rinunciarono alla loro libertà religiosa, celebrando senza restrizioni messe luterane. Dopo lunghe persecuzioni da parte dello Stato con l'appoggio della chiesa evangelica ufficiale, essi furono riconosciuti nel 1841 dal re Federico Guglielmo IV. Nel periodo delle persecuzioni, nel 1836, dall'uscita di 21 famiglie dalla chiesa ufficiale nacque la comunità ecclesiale evangelico-luterana di Cristo (Evangelisch-Lutherische Christuskirchengemeinde). La loro chiesa nella Tettaustraße fu consacrata soltanto nel 1913. Tale comunità appartiene oggi al distretto ecclesiale di Sassonia-Turingia della chiesa evangelico-luterana indipendente. Ancora oggi tale comunità è caratterizzata dalla sua particolare liturgia, in quanto durante le messe il celebrante indossa la casula.
Dopo la fine dell'impero prussiano nel 1918 la chiesa provinciale di Sassonia è stata tra i fondatori della chiesa evangelica della vecchia unione prussiana (Evangelischen Kirche der Altpreußischen Union) e nel 1947 divenne una chiesa indipendente, la chiesa evangelica della provincia di Sassonia (Evangelische Kirche der Kirchenprovinz Sachsen), guidata da un vescovo. Le comunità protestanti di Erfurt appartengono - sempre che non si tratti di chiese indipendenti - al distretto di Erfurt all'interno della prepositura di Erfurt-Nordhausen con sede a Erfurt. Il distretto aveva 28 400 aderenti il 31 marzo 2002.
Accanto alle due chiese maggiori vi sono altre comunità, appartenenti a chiese indipendenti, tra cui una libera comunità evangelica (Freie evangelische Gemeinde), una comunità degli avventisti del settimo giorno, una comunità missionaria e il centro di Cristo. Sono inoltre rappresentati a Erfurt la chiesa neoapostolica, la comunità dei cristiani, i testimoni di Geova, la comunità apostolica e la Chiesa di Gesù Cristo dei Santi degli Ultimi Giorni.
Erfurt è anche sede della comunità ebraica della Turingia, che conta circa 650 persone, di cui 350 residenti a Erfurt. Nella città si trovano l'unica sinagoga costruita nella Repubblica Democratica Tedesca, la cosiddetta nuova sinagoga (Neue Synagoge), usata come luogo di culto e di incontro, così come una vecchia e una piccola sinagoga, adibite a museo e a luogo di incontro.

### Istituzioni, enti e associazioni

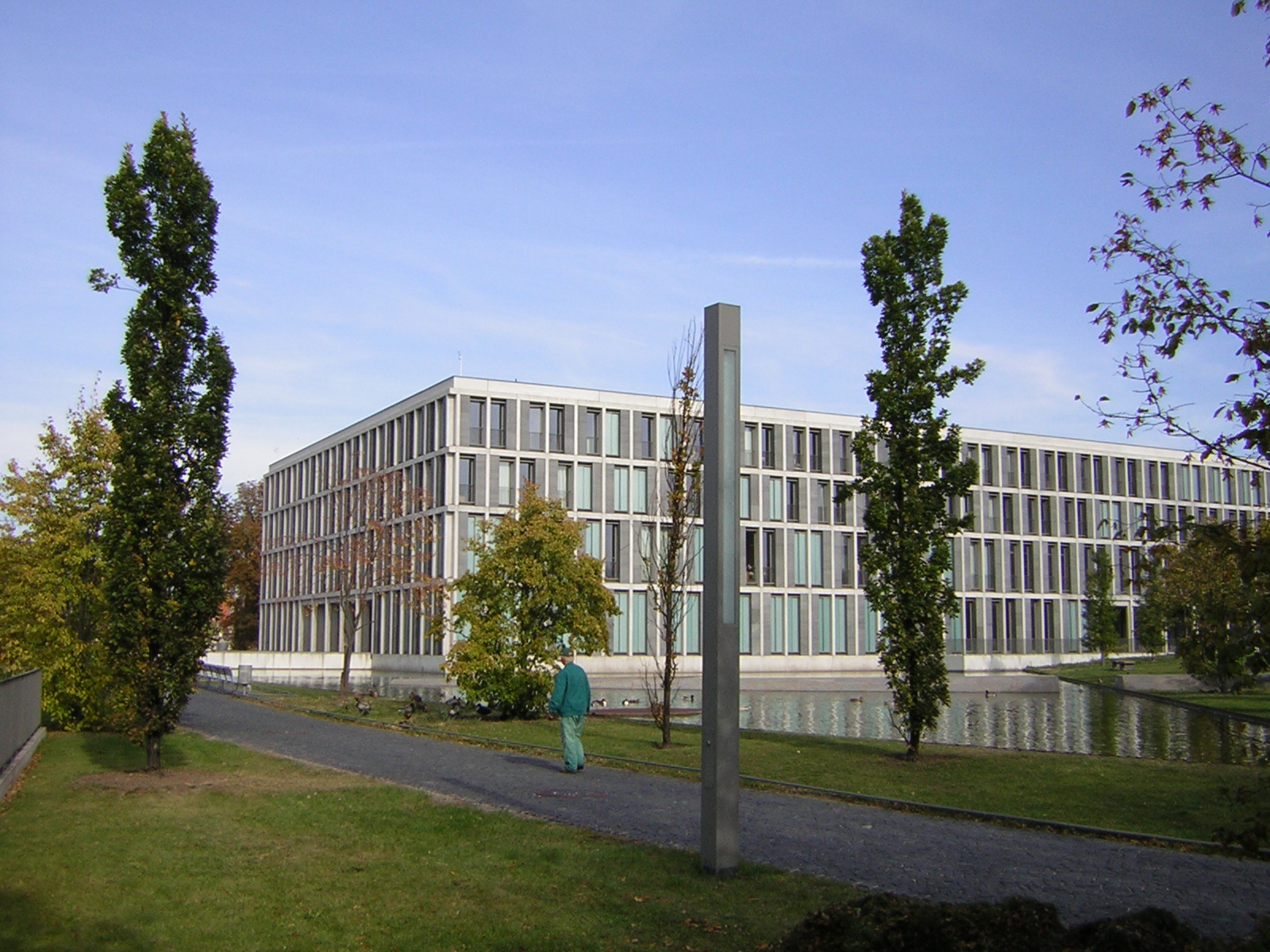
Il tribunale federale del lavoro a Erfurt.

Dal 22 novembre 1999 a Erfurt ha sede il tribunale federale del lavoro (Bundesarbeitsgericht), una delle più importanti corti di giustizia tedesche.
In qualità di capitale della Turingia, Erfurt è anche sede del parlamento del land (Thüringer Landtag), della cancelleria di stato (Staatskanzlei) e del Landeskriminalamt per la lotta alla criminalità. A Erfurt si trova anche uno dei quattro tribunali del land (Thüringer Landgericht), appartenenti al distretto di Jena.
Altri enti che hanno sede a Erfurt sono la camera dell'artigianato, l'ufficio doganale principale, la camera del commercio e dell'industria e la direzione generale delle finanze.

### Tradizioni e folclore

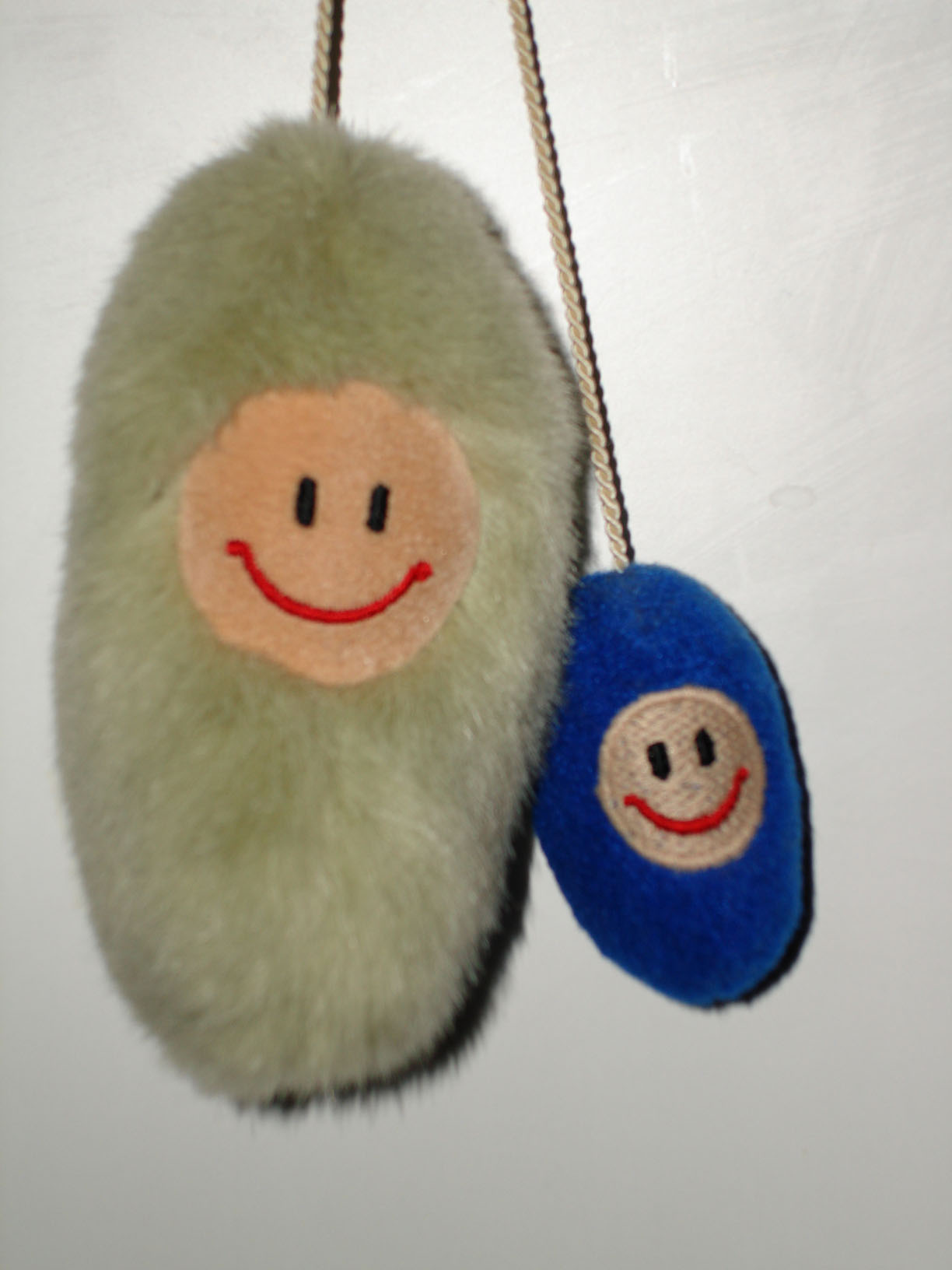
Una Puffbohne di Erfurt (edizione UNICEF).

Gli abitanti di Erfurt sono soprannominati Puffbohnen, che significa "fave". La grossa leguminosa è coltivata nelle campagne attorno alla città fin dal Medioevo e nei secoli passati ha avuto un ruolo importante per il sostentamento della popolazione.
A partire dal 2000 sono in vendita anche le Puffbohnen di peluche. Nei primi due anni di commercializzazione ne sono state vendute più di 20 000. Periodicamente vengono prodotte delle versioni particolari come le Puffbohnen natalizie o quelle dell'UNICEF. A ogni bambino nato a Erfurt viene regalata una Puffbohne di peluche, di colore rosa o azzurro a seconda del sesso.

## Cultura

### Istruzione
L'Università di Erfurt fondata nel 1392 è una delle più antiche università della Germania e in alcuni periodi è stata perfino la più importante università del paese. Martin Lutero vi ha studiato tra il 1501 e il 1505, ottenendo il titolo di Magister Artium della facoltà di filosofia. Dopo la chiusura del 1816 l'università fu rifondata da Peter Glotz nel 1994. Attualmente sono offerti 30 corsi di laurea in quattro facoltà (giurisprudenza, filosofia, scienze della formazione e teologia cattolica). Gli studenti immatricolati a Erfurt sono circa 4 000. I dipartimenti universitari sono affiancati dal Max-Weber-Kolleg für kultur- und sozialwissenschaftliche Studien e dall'Erfurt School of Public Policy. La biblioteca universitaria aperta nel 1999 dispone di 750 000 volumi a Erfurt e di altri 550 000 libri, principalmente del periodo che va dal XVI al XIX secolo nella vicina Gotha.
Alla Fachhochschule Erfurt, fondata nel 1991 dal land della Turingia, sono iscritti circa 4 200 studenti per gli ambiti disciplinari dell'architettura, dell'ingegneria civile, del giardinaggio, delle tecniche di costruzione, dell'informatica, della conservazione dei beni culturali, dell'architettura del paesaggio, della sociologia, dei trasporti e dell'economia.
Il seminario cattolico di Erfurt è l'unico della Germania orientale e attualmente vi studiano circa 35 seminaristi.

#### Musei
- L'Angermuseum conserva la principale raccolta di arte medievale della Turingia, così come numerose opere d'arte contemporanea e una vasta collezione di oggetti artistici artigianali. Hanno raggiunto una grande notorietà anche le Lebensstufen dell'espressionista Erich Heckel, l'unica pittura murale conservata dell'artista.
- Nella Kunsthalle Erfurt all'interno della Haus zum Roten Ochsen vengono ospitate numerose esposizioni di arte moderna e contemporanea.
- Il museo di storia naturale di Erfurt si occupa di animali, piante e minerali della Turingia. All'interno dell'edificio di quattro piani si erge una quercia di 350 anni. Il museo ospita anche numerose raccolte, tra cui la più grande collezione zoologica di insetti, con circa 350 000 esemplari.
- Nel museo della cultura popolare della Turingia sono raccolti oggetti della quotidianità di varie epoche storiche.
- Nella Haus zum Stockfisch è ospitato il museo cittadino di Erfurt. Vi è presentata la più che millenaria storia della città, con vecchie mappe e documenti, così come con reperti archeologici. Al Stadtmuseum Erfurt appartiene anche la Wasserburg Kapellendorf e il Museum Neue Mühle, dove è visitabile un mulino ad acqua funzionante, che in passato veniva utilizzato per macinare il grano e che oggi è adibito alla produzione di energia elettrica.
- Gli appassionati di tecnologia possono visitare il museo della tipografia Benary-Speicher e il museo dell'elettricità.
- Negli spazi della Erfurter Gartenbauausstellung si trova il museo tedesco del giardinaggio, che informa il pubblico su tutti gli aspetti del giardinaggio.
- Il castello tardo-barocco di Molsdorf offre accanto agli otto ettari di parco e al castello stesso, una mostra delle opere lasciate dal pittore Otto Knöpfer.

### Media
Erfurt è sede del KiKA, del MDR e della TV Erfurt. In città si trova anche lo studio televisivo da cui quotidianamente viene trasmesso il telegiornale regionale Thüringen Journal dell'MDR.
A Erfurt vengono pubblicati i quotidiani Thüringer Allgemeine e la Thüringische Landeszeitung, quest'ultima comunque ha la sua sede principale a Weimar. Sono anche diffusi in città vari giornali gratuiti, come t.akt, DATEs, Blitz e la Rampensau, che si occupano principalmente delle manifestazioni culturali della zona.
Oltre alla radio MDR 1 - Radio Thüringen, a Erfurt ha la sua sede anche l'emittente privata Landeswelle Thüringen. Vengono anche trasmesse due radio locali dei cittadini: la Radio Funkwerk e la Radio F.R.E.I.
Dal 2004 a Erfurt c'è la sede della commissione tv e minori (Kommission für Jugendmedienschutz) e dell'istituto turingiano per i media (Thüringer Landesmedienanstalt).

### Teatri

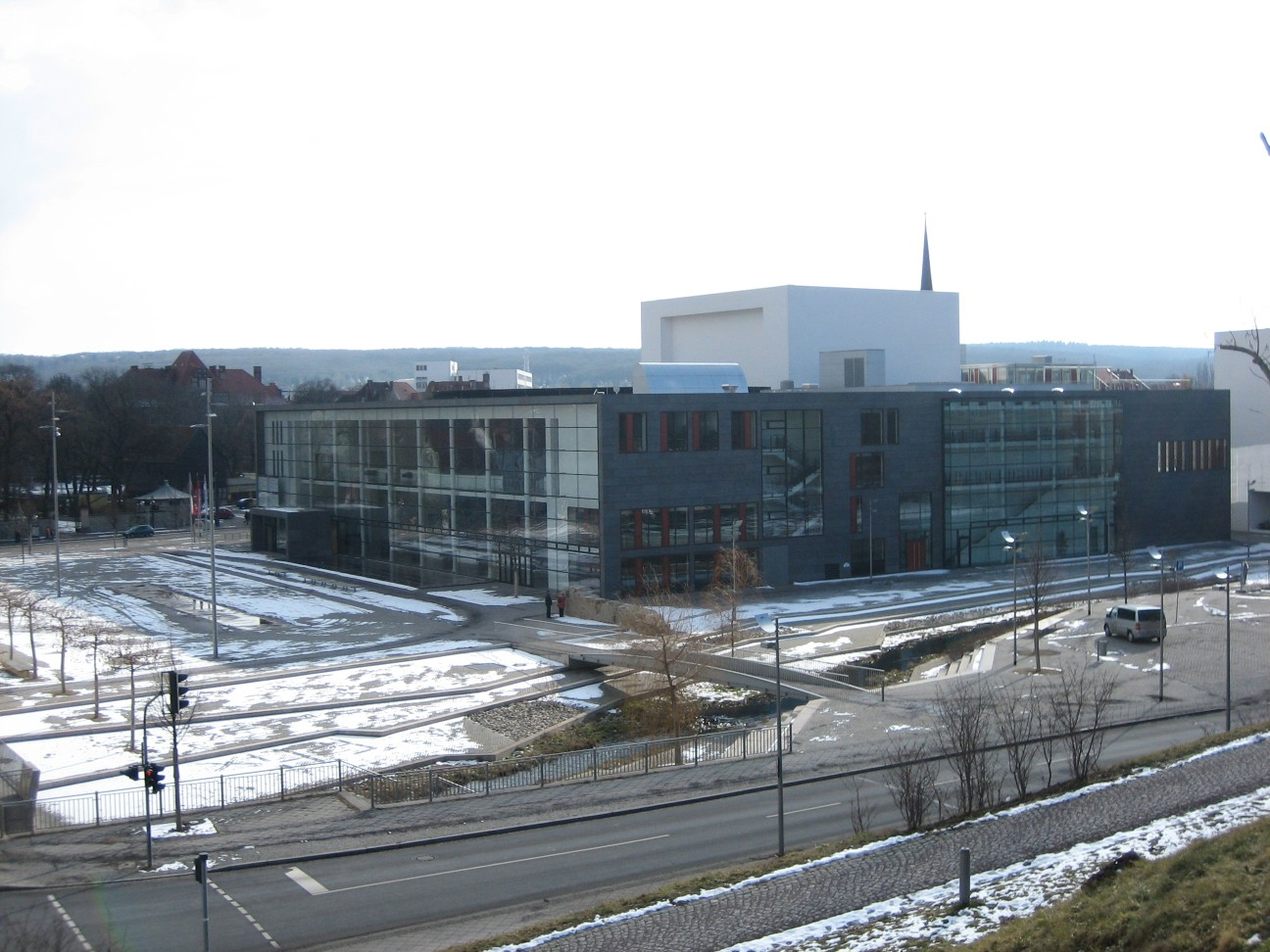
Il nuovo teatro nella frazione di Brühl.

Nel 2003 nella frazione di Brühl fu inaugurato il nuovo teatro di Erfurt, la cui capienza è di 800 spettatori e in cui vengono organizzati circa 250 spettacoli all'anno. Il teatro, a cui fa riferimento anche l'orchestra filarmonica di Erfurt, organizza dal 1994 ogni estate per tre settimane i Domstufen-Festspiele, molto amati dal pubblico. Nella straordinaria cornice del duomo e della chiesa di San Severo sono stati inscenati tra gli altri i Carmina Burana (nel 1994 e nel 1995), Jedermann (nel 2000 e nel 2001), L'olandese volante (nel 2002) e Jesus Christ Superstar (nel 2005).
A Erfurt vi sono anche degli altri teatri più piccoli come la Schotte, la Theaterfirma Erfurt, il Neues Schauspiel Erfurt e il Galli-Theater. Nel 1997 è nato anche il cabaret Die Arche, a cui dal 2003 si affianca Lachgeschoss. L'offerta teatrale è arricchita anche da due teatri di burattini, il Theater Waidspeicher e il Erfreulichen Theater, che organizzano spettacoli per bambini, ma anche per adulti.

### Musica
Nei fine settimana a Erfurt vengono organizzati regolarmente dei concerti dal vivo. I principali eventi sono ospitati dalla Messehalle o dalla Thüringenhalle; per gli altri concerti sono disponibili il Haus der sozialen Dienste (detto anche Gewerkschaftshaus, cioè casa del sindacato), i giardini pubblici, il centro storico, il vecchio teatro e il Museumskeller.
L'orchestra filarmonica di Erfurt organizza regolarmente dei concerti. Per gli amanti della musica classica nei mesi estivi si tengono anche settimanalmente concerti di organo nella Predigerkirche, oltre a concerti notturni nel convento agostiniano, a concorsi internazionali per organisti e a concerti della Augustinerkantorei e dell'Andreas Kammerorchester.
Ogni anno, in concomitanza con il Krämerbrückenfest, dietro al municipio si tiene il New Orleans Jazzfestival.

### Cucina

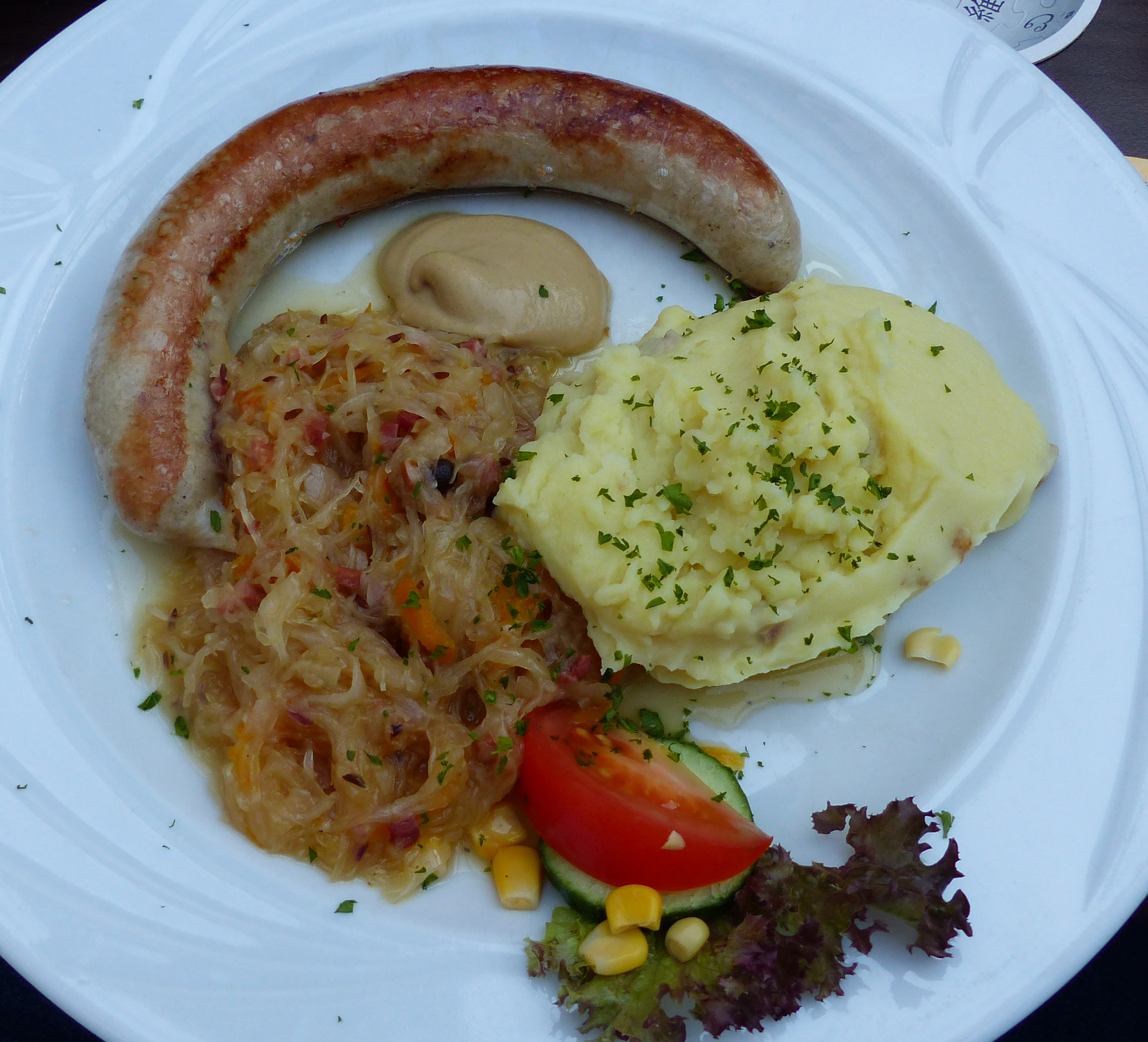
Thüringer Bratwurst.

La specialità culinaria più nota di Erfurt è la Thüringer Rostbratwurst (salsiccia arrostita), che tradizionalmente viene consumata con della senape (Born-Senf). L'Erfurter Traditionsbetrieb gestisce un museo della senape con un negozio annesso. Accanto alla Bratwurst vengono spesso venduti anche i Thüringer Rostbrätel (arrosto ai ferri).
Un'ulteriore specialità è il Schittchen, un tipo di Weihnachtsstollen (un dolce natalizio), citato per la prima volta nel 1329.

### Manifestazioni periodiche

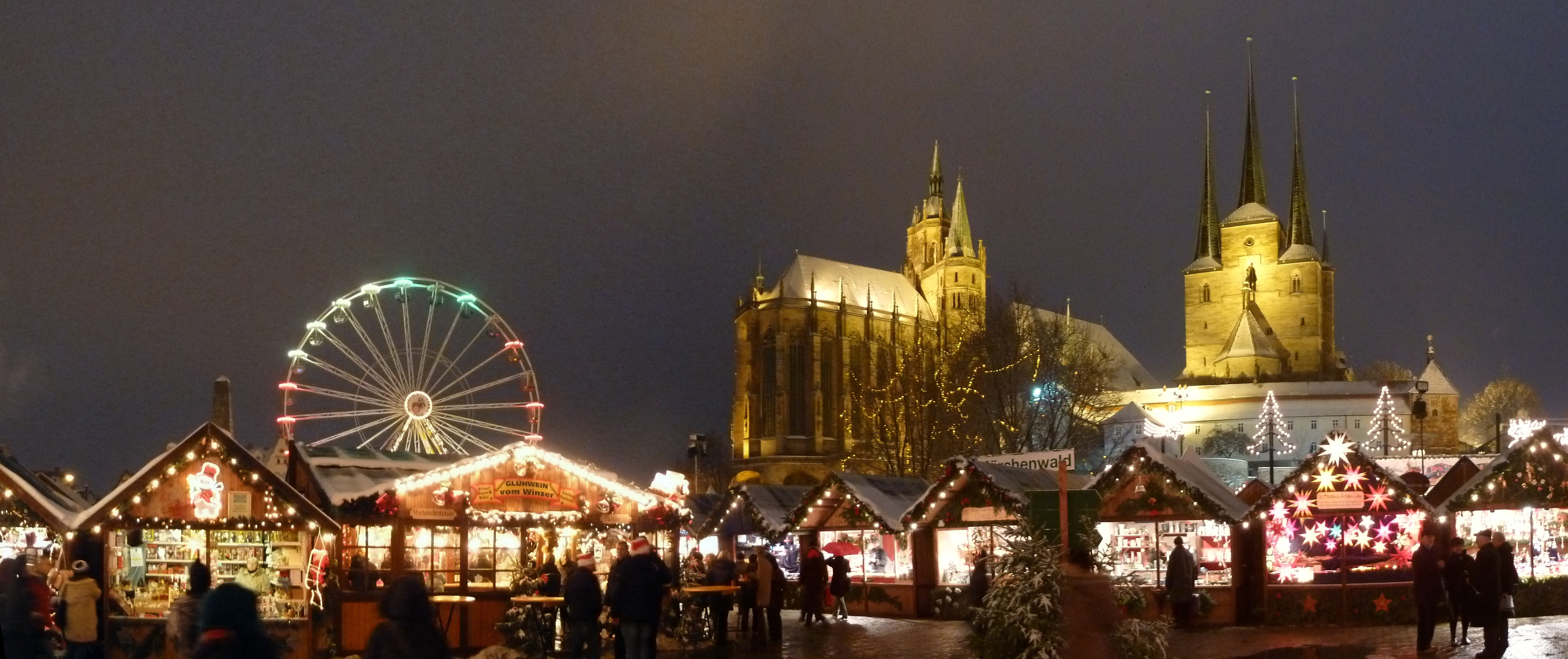
Il Weihnachtsmarkt.

Dal 1975, durante il secondo fine settimana di giugno, si tiene la festa della Krämerbrücke, che attrae ogni anno più di 100 000 visitatori. In tale occasione nel centro storico vengono venduti prodotti artigianali e specialità gastronomiche. Contemporaneamente si tiene il festival musicale New Orleans, che offre musica dal vivo di vari generi.
Il 10 novembre nella piazza del Duomo si celebra la festa ecumenica di san Martino. Le celebrazioni a Erfurt sono anticipate di un giorno, dato che non si ricorda soltanto la ricorrenza della morte del santo (11 novembre 397), ma anche l'anniversario della nascita di Martin Lutero (10 novembre 1483). La sera della festività migliaia di cittadini si ritrovano nella piazza del Duomo e i bambini tengono in mano delle lanterne che illuminano la piazza. Dopo la festa vi è l'usanza che i bambini vadano cantando di casa in casa con le loro lanterne, ottenendo in dono dei dolciumi.
Il Weihnachtsmarkt, "Mercato natalizio" di Erfurt si tiene annualmente dalla fine di novembre fino al 23 dicembre nella Domplatz, la "Piazza del Duomo"; è uno dei più importanti della Germania.

## Geografia antropica

### Territorio comunale
Fino all'inizio della rivoluzione industriale a Erfurt attorno al 1800, l'area urbana si trovava all'interno delle mura medievali. Le fortificazioni racchiudevano un territorio di forma circolare e possedevano sette porte. A nord-ovest vi era l'Andreastor sulla strada per Nordhausen, a nord-est si trovava il Johannestor sulla strada per Sömmerda, a est il Krämpfertor sulla strada per Kerpsleben, a sud-est il Schmidstedter Tor sulla strada per Weimar, a sud il Löbertor sulla strada per Arnstadt, a sud-ovest il Pförtchen sulla strada per Neudietendorf e a ovest il Brühler Tor sulla strada per Gotha. Delle fortificazioni di Erfurt facevano parte anche la Zitadelle Petersberg, così come due fossati (il Kartäusergraben all'interno - interrato dopo il 1945 e trasformato nella circonvallazione Juri-Gagarin-Ring - e lo Stadtgraben, visibile ancora oggi). Il centro dell'antica Erfurt era il mercato del pesce.
Nel XIX secolo la città incominciò a estendersi verso est e sud-est, mentre a nord si sviluppò la principale frazione, Ilversgehofen, con una popolazione di circa 10 000 abitanti nel 1910 (fu annessa nel territorio comunale nel 1911). Fino al 1945 Erfurt continuò a crescere con la costruzione di nuovi quartieri residenziali a nord e a sud-est: in questo modo la forma della città divenne sempre più allungata. Nel dopoguerra la città si sviluppò ulteriormente a nord, dove nel 1950 fu incominciata la costruzione dell'insediamento Roter Berg e tra il 1969 e il 1974 fu edificata la nuova zona residenziale di Rieth. Tra il 1977 e il 1982 nella zona del Roter Berg fu costruito un nuovo grande quartiere residenziale.
Anche nella parte sud-orientale di Erfurt si svilupparono dei quartieri di Plattenbau: dal 1979 sul Herrenberg e sul Wiesenhügel, dal 1986 anche sul Drosselberg. Dopo la riunificazione della Germania furono costruiti nuovi insediamenti di case unifamiliari e case a schiera sul Ringelberg e nei villaggi circostanti, che negli anni novanta sono stati annessi al territorio comunale. Dopo il boom dell'edilizia privata nella periferia di Erfurt, nei Plattenbau vi sono numerosi appartamenti sfitti e parecchi edifici sono stati demoliti. Al loro posto sono sorte delle aree verdi.

### Frazioni annesse a Erfurt
I seguenti villaggi sono entrati a far parte del comune di Erfurt:
| Data            | Nome della frazione |
| --------------- | --- |
| 1813            | Daberstedt |
| 1º aprile 1911  | Ilversgehofen |
| 1937            | Parti del territorio di Marbach |
| 1º aprile 1938  | Hochheim, Melchendorf e parti del territorio di Bindersleben e di Salomonsborn |
| 1º gennaio 1950 | Bischleben-Stedten, Dittelstedt e Rhoda |
| 1º luglio 1950  | Bindersleben, Gispersleben, Marbach, Möbisburg e Schmira |
| 1º aprile 1994  | Alach, Ermstedt, Frienstedt, Gottstedt, Salomonsborn e Schaderode |
| 1º luglio 1994  | Azmannsdorf, Büßleben, Egstedt, Hochstedt, Kerspleben, Kühnhausen, Linderbach, Mittelhausen, Molsdorf, Niedernissa, Rohda, Schwerborn, Stotternheim, Tiefthal, Töttleben, Urbich, Vieselbach, Wallichen, Waltersleben e Windischholzhausen |
| 12 ottobre 1994 | Töttelstädt |

### Frazioni

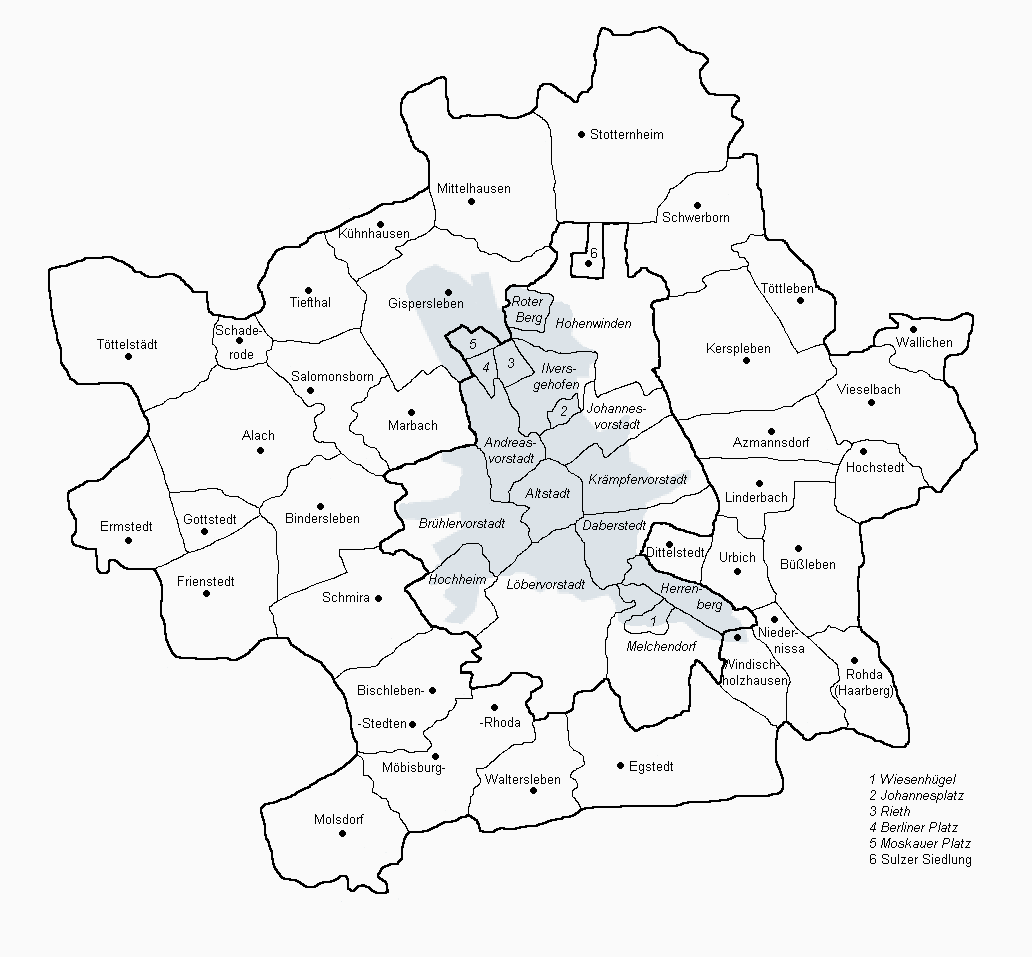
Quartieri e frazioni di Erfurt.

Il territorio comunale di Erfurt è suddiviso amministrativamente in 53 parti, 36 delle quali formano dei villaggi nel senso dell'articolo 45 dell'ordinamento dei comuni della Turingia. Si tratta in genere di piccoli paesi nettamente separati tra loro e che in passato erano stati comuni autonomi. In 33 di questi villaggi la popolazione riunita in assemblea elegge un consiglio del villaggio (Ortschaftsrat), che a seconda del numero di abitanti delle singole frazioni ha tra i 4 e i 10 membri. Tre di questi villaggi, vicini tra loro, hanno un unico consiglio in comune. Tra i membri del consiglio il popolo elegge anche un sindaco del villaggio (Ortsbürgermeister). Tali istituzioni locali devono essere interpellate per questioni importanti riguardanti le frazioni da essi rappresentate.
Ecco l'elenco delle frazioni di Erfurt.
| Denominazione                            | Superficie (in km²) | Popolazione (31 dic. 2005) | Densità | Data di annessione nel comune di Erfurt |
| ---------------------------------------- | ------------------- | -------------------------- | ------- | --------------------------------------- |
| Alach                                    | 10,10               | 1 041                      | 103     | 1994                                    |
| Azmannsdorf                              | 4,35                | 367                        | 84      | 1994                                    |
| Bindersleben                             | 8,06                | 1 326                      | 165     | 1950                                    |
| Bischleben-Stedten                       | 6,61                | 1 696                      | 257     | 1950                                    |
| Büßleben                                 | 6,86                | 1 255                      | 183     | 1994                                    |
| Dittelstedt                              | 1,93                | 685                        | 355     | 1950                                    |
| Egstedt                                  | 12,58               | 509                        | 40      | 1994                                    |
| Ermstedt                                 | 5,87                | 466                        | 79      | 1994                                    |
| Frienstedt                               | 7,19                | 1 343                      | 187     | 1994                                    |
| Gispersleben                             | 10,12               | 4 126                      | 408     | 1950                                    |
| Gottstedt                                | 2,10                | 228                        | 109     | 1994                                    |
| Hochheim                                 | 2,84                | 2 704                      | 952     | 1938                                    |
| Hochstedt                                | 2,97                | 289                        | 97      | 1994                                    |
| Kerspleben                               | 10,43               | 1 170                      | 112     | 1994                                    |
| Kühnhausen                               | 3,08                | 1 187                      | 385     | 1994                                    |
| Linderbach                               | 3,12                | 793                        | 254     | 1994                                    |
| Marbach                                  | 5,13                | 3 573                      | 696     | 1950                                    |
| Mittelhausen                             | 10,54               | 1 136                      | 108     | 1994                                    |
| Molsdorf                                 | 7,17                | 571                        | 80      | 1994                                    |
| Möbisburg-Rhoda                          | 8,02                | 1 113                      | 139     | 1950                                    |
| Niedernissa                              | 3,79                | 1 599                      | 422     | 1994                                    |
| Rohda (Haarberg)                         | 3,60                | 305                        | 85      | 1994                                    |
| Salomonsborn                             | 4,68                | 1 088                      | 232     | 1950                                    |
| Schaderode (Ortschaftsrat con Alach)     | 1,42                | 322                        | 227     | 1994                                    |
| Schmira                                  | 7,28                | 760                        | 104     | 1950                                    |
| Schwerborn                               | 6,91                | 659                        | 95      | 1994                                    |
| Stotternheim                             | 15,75               | 3 552                      | 226     | 1994                                    |
| Sulzer Siedlung                          | 0,96                | 1 134                      | 1 181   |                                         |
| Tiefthal                                 | 5,23                | 1 136                      | 217     | 1994                                    |
| Töttelstädt                              | 10,79               | 645                        | 60      | 1994                                    |
| Töttleben (Ortschaftsrat con Kerspleben) | 3,34                | 335                        | 100     | 1994                                    |
| Urbich                                   | 2,85                | 1 157                      | 406     | 1994                                    |
| Vieselbach                               | 7,61                | 2 204                      | 290     | 1994                                    |
| Wallichen (Ortschaftsrat con Vieselbach) | 2,38                | 172                        | 72      | 1994                                    |
| Waltersleben                             | 4,85                | 433                        | 89      | 1994                                    |
| Windischholzhausen                       | 2,26                | 1 611                      | 713     | 1994                                    |

### Comuni limitrofi
Erfurt confina con i seguenti comuni (partendo da est e procedendo in senso orario):
- nel circondario di Gotha: Nesse-Apfelstädt, Nottleben, Zimmernsupra
- nel circondario di Sömmerda: Witterda, Elxleben, Walschleben, Riethnordhausen, Nöda, Alperstedt, Großrudestedt, Udestedt, Kleinmölsen e Großmölsen
- nel circondario dell'Ilm: Kirchheim, Rockhausen, Ichtershausen
- nel Weimarer Land: Niederzimmern, Utzberg, Mönchenholzhausen, Klettbach.

## Economia

### Aziende
Erfurt è stato un importante sito industriale, ma dopo il 1990 dovettero chiudere molte aziende, come la Optima Büromaschinenwerk Erfurt. Solo poche delle ditte esistenti hanno radici storiche, ciò nonostante oggi la densità industriale è nuovamente elevata.
Una delle aziende con una lunga tradizione è l'industria per la produzione di macchinari Müller Weingarten AG. Lo stabilimento fu fondato nel 1902 da Henry Pels con il nome di Maschinenfabrik Henry Pels & Co. Inizialmente vi si producevano forbici, punzonatrici e alcuni altri oggetti, successivamente anche presse. Durante il Terzo Reich, nel 1936, l'azienda fu espropriata ai suoi proprietari ebrei e fu venduta alla Deutsche Waffen- und Munitionsfabriken AG di Günther Quandt. Nel 1939 i dipendenti raggiunsero le 1 000 unità. Nel 1946 l'azienda fu statalizzata. Dal 1953 la denominazione diventò Volkseigener Betrieb Pressen- und Scherenbau Henry Pels. Nel 1970 ne nacque il Kombinat Umformtechnik, un accorpamento di 19 aziende che producevano macchinari industriali. L'impianto di Erfurt nel 1985 aveva 5 500 collaboratori; nel 1990 ne nacque la Umformtechnik GmbH. Nel 1994 la ditta venne acquisita dalla Škoda Holding di Plzeň. Nel 2001 si ebbe il passaggio alla Müller Weingarten AG. Attualmente la ditta impiega circa 500 dipendenti e si occupa della costruzione di presse per l'industria automobilistica.
Ricordiamo anche lo stabilimento fondato nel 1936 dalla Telefunken AG, per la produzione di televisori. Dopo la statalizzazione esso prese il nome di VEB Funkwerk Erfurt. Nel 1978 si sviluppò la VEB Mikroelektronik ed ebbe inizio la produzione di semiconduttori. Nel 1989 l'azienda contava 8 700 dipendenti. Nel 1992 dalla VEB nacque la Thesys Gesellschaft für Mikroelektronik mbH, che oggi è chiamata X-FAB Semiconductor Foundries GmbH, ha circa 600 dipendenti e produce semiconduttori.
Anche la fabbrica della Condomi AG, per la produzione di preservativi, deriva da una storica azienda di Erfurt, la Gummiwarenfabrik Richter & Käufer, che già dal 1929 produceva oggetti in gomma. Nel dopoguerra la fabbrica fu statalizzata e prese il nome di VEB Plastina. Nel 2005 la Condomi AG fu inglobata dalla polacca Unimil. Oggi la ditta impiega circa 140 dipendenti a Erfurt e ha una quota dell'11% nel mercato tedesco dei preservativi.
La Erfurter Malzwerke GmbH è una delle maggiori e più antiche fabbriche di malto della Germania, fondata nel 1869 col nome di Malzfabrik Wolff. Dal 1993 lo stabilimento è di proprietà della Getreide AG Rendsburg.
Il birrificio Braugold ha le sue radici nella Brauereien Büchner und Baumann, che nel 1920 si fuse con la Riebeck Brauerei di Lipsia, formando la Riebeck Brauerei Erfurt. Nel 1948 fu statalizzata e dal 1956 produce birra con il marchio di Braugold. Dal 1996 l'azienda appartiene nuovamente al gruppo Riebeck col nome di Braugold Brauerei Riebeck GmbH & Co. KG.
Erfurt deve la sua fama di città dei fiori alla ditta N.L. Chrestensen fondata nel 1863. Accanto a semi di fiori e verdure, l'azienda produce anche bulbi e semi di piante medicinali e spezie.
Nel settore energetico la principale azienda della Turingia è la E.ON Thüringer Energie AG di Erfurt, con più di 1 500 dipendenti. La ditta è molto attiva nella sponsorizzazione di manifestazioni sportive.
La ErSol Solar Energy Aktiengesellschaft si occupa della produzione di celle fotovoltaiche. Fondata nel 1997 a Erfurt, essa ha un giro d'affari annuo di circa 100 milioni di euro.
Un'altra importante azienda è la Milchwerke Thüringen GmbH, che appartiene alla Humana Milchunion, con 251 dipendenti, che si occupa del confezionamento del latte e della produzione di alcuni suoi derivati. Nella Germania orientale i prodotti sono venduti col marchio Osterland, mentre a occidente con il marchio Ravensberger.
La fiera di Erfurt è, dopo quella di Lipsia, la seconda fiera più estesa della Germania orientale. Il complesso oltre che per esposizioni e congressi è usato anche per concerti, trasmissioni televisive ed eventi sportivi.
La Landesbank Hessen-Thüringen (banca dell'Assia e della Turingia) ha una delle sue due sedi principali a Erfurt e occupa circa 200 dipendenti.
Il maggiore datore di lavoro privato della città è la Helios-Klinikum, dove lavorano circa 1 600 persone.

## Infrastrutture e trasporti

### Viabilità
Il tracciato dell'autostrada A4 scorre nella parte meridionale del territorio comunale. L'autostrada conduce a ovest verso Eisenach, Bad Hersfeld e Francoforte, a est verso Gera, Chemnitz, Dresda e Görlitz. A sud-ovest l'autostrada A4 si incrocia con la A71, che verso sud conduce a Schweinfurt, verso nord consente di raggiungere l'autostrada A38 da Gottinga a Lipsia. Il territorio comunale è attraversato anche da due strade statali: la B4, da Kiel a Norimberga e la B7, che va dal confine dei Paesi Bassi fino alla Sassonia.

### Trasporti pubblici

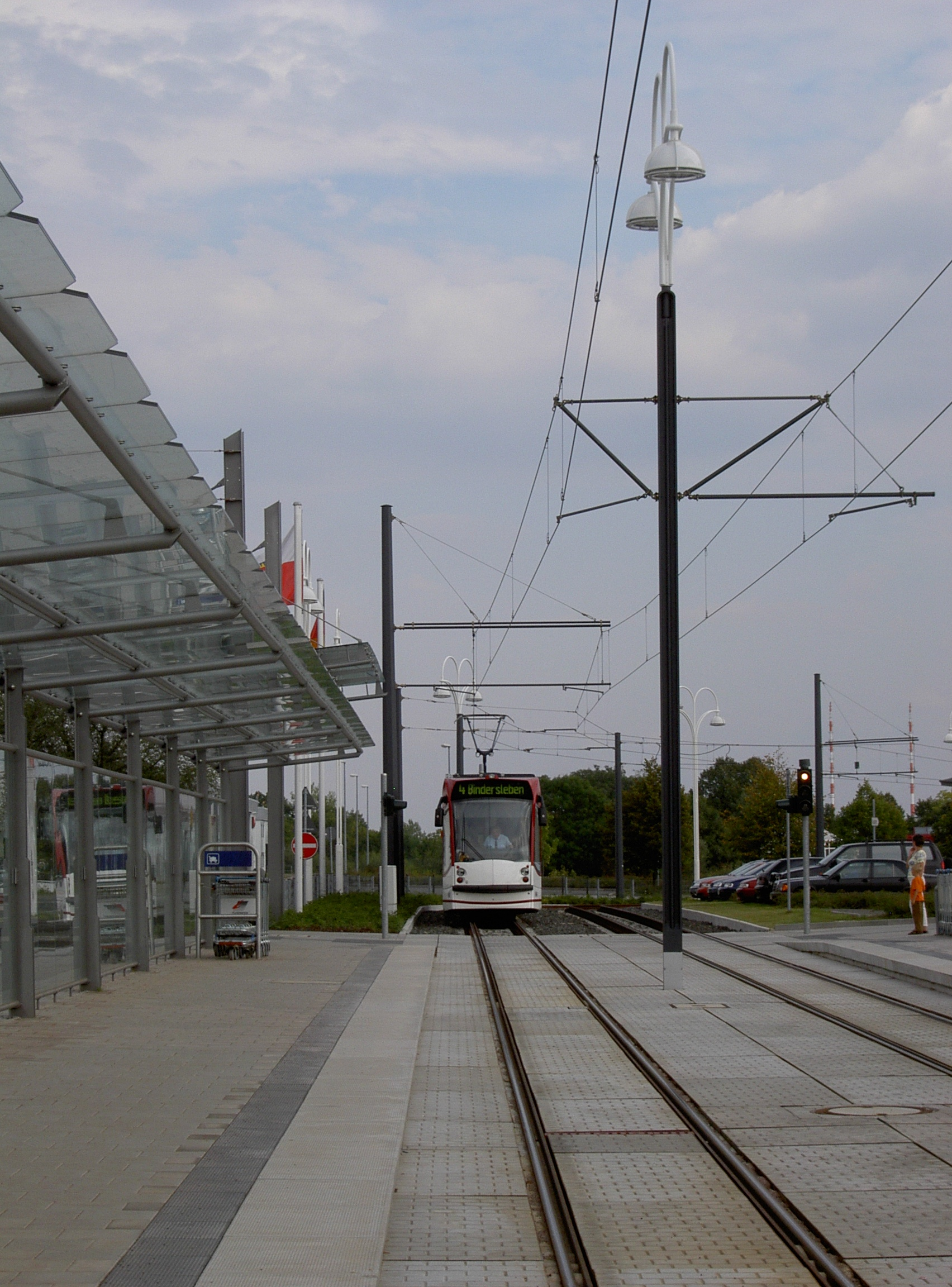
Un tram vicino all'aeroporto di Erfurt

Il trasporto pubblico è gestito dalla Erfurter Verkehrsbetriebe AG (EVAG). Una parte consistente dell'area urbana è servita da sei linee di tram.
Accanto alle linee del tram la EVAG gestisce 24 linee di autobus urbani, che consentono di raggiungere alcune aree cittadine periferiche e le frazioni. Inoltre circolano otto linee di bus extraurbani, che collegano i comuni limitrofi a Erfurt.

### Aeroporti

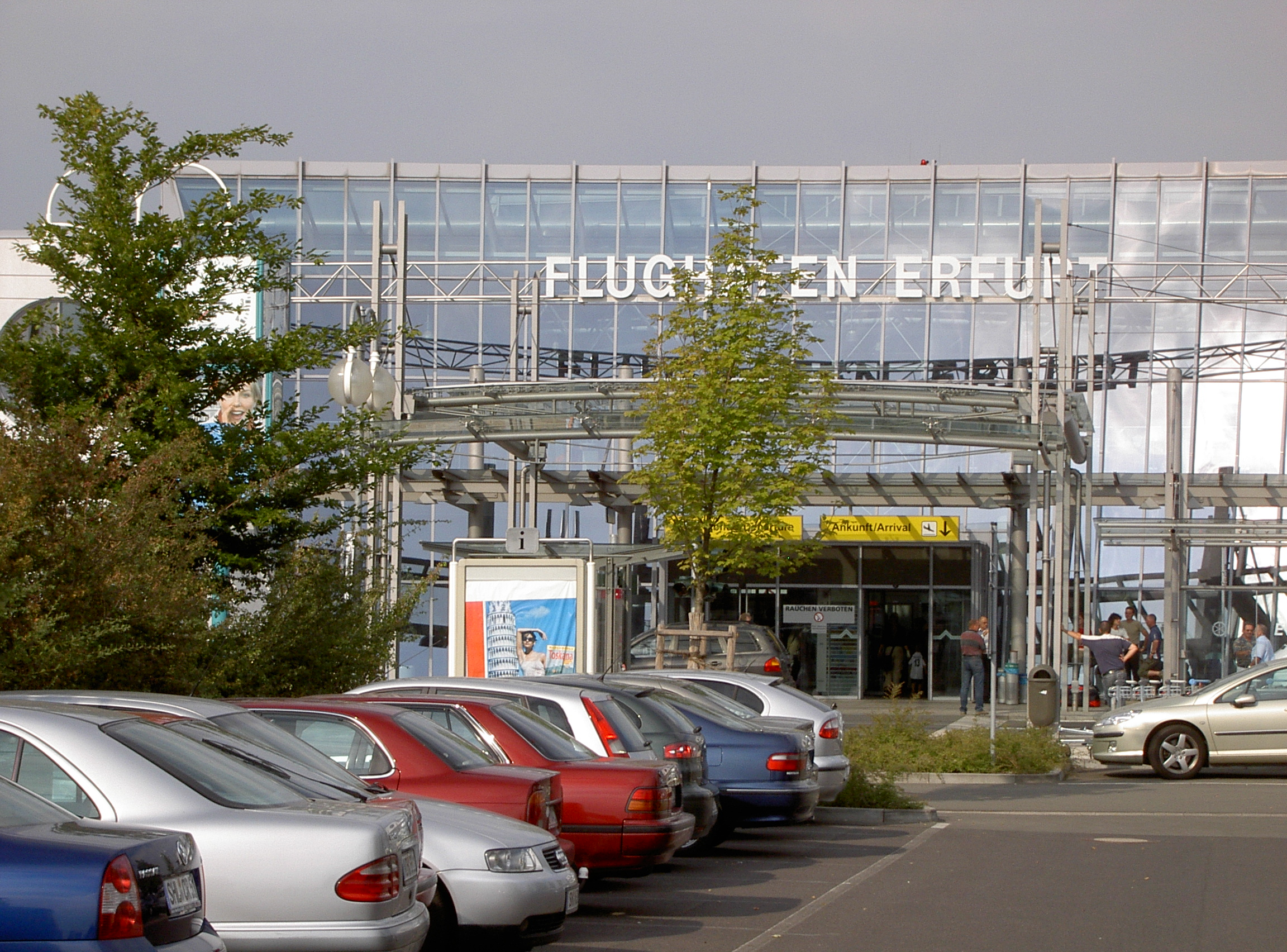
L'edificio principale dell'aeroporto di Erfurt.

Dal 1924 al 1945 l'aeroporto di Erfurt era situato nella zona settentrionale sul Roter Berg. L'attuale aeroporto, che si trova invece a ovest nella frazione di Bindersleben, fu inaugurato nel 1956. Attualmente si effettuano dei voli settimanali verso Düsseldorf, Amburgo, Colonia e Monaco di Baviera.
Il maggiore apporto di passeggeri è dato dai voli charter, principalmente verso mete mediterranee. Accanto al traffico di persone, nel 2005 il traffico merci annuo è ammontato a 4 855 tonnellate.

### Ferrovie
La ristrutturazione della stazione centrale di Erfurt, incominciata nel 2000, sarà terminata nel 2008. Le principali linee ferroviarie che toccano la città sono l'Inter City Express Saarbrücken/Wiesbaden - Francoforte sul Meno - Dresda e l'IC Düsseldorf - Halle sul Saale - Stralsund. Oltre a questi da Erfurt partono treni regionali nelle seguenti direzioni:
- direzione nord-ovest: Bad Langensalza, Mühlhausen, Kassel, Gottinga
- direzione nord: Nordhausen, Sondershausen
- direzione nord-est: Sömmerda, Sangerhausen, Magdeburgo
- direzione est: Weimar, Jena, Gera, Halle (Saale), Chemnitz
- direzione sud:

1. Arnstadt, Suhl, Meiningen, Schweinfurt, Würzburg
2. Arnstadt, Ilmenau

- direzione sud-est: Saalfeld/Saale
- direzione ovest: Gotha, Eisenach

Il trasporto regionale è gestito essenzialmente dalle ferrovie tedesche (Deutsche Bahn); tranne alcune singole linee che fanno riferimento alla Erfurter Bahn o alla Süd-Thüringen-Bahn.
Per il 2015 o gli anni successivi è previsto l'allacciamento tramite le nuove tratte per Norimberga e per Lipsia/Halle (Saale) alla linea nord-sud da Berlino a Monaco.
Oltre alla stazione centrale, i treni regionali fermano in numerose stazioni minori che consentono di raggiungere in treno alcune frazioni e alcuni quartieri della città.
In passato (dal 1976 al 1995) era in esercizio una linea S-Bahn, che collegava lo Hauptbahnhof con il quartiere di Rieth.

## Amministrazione

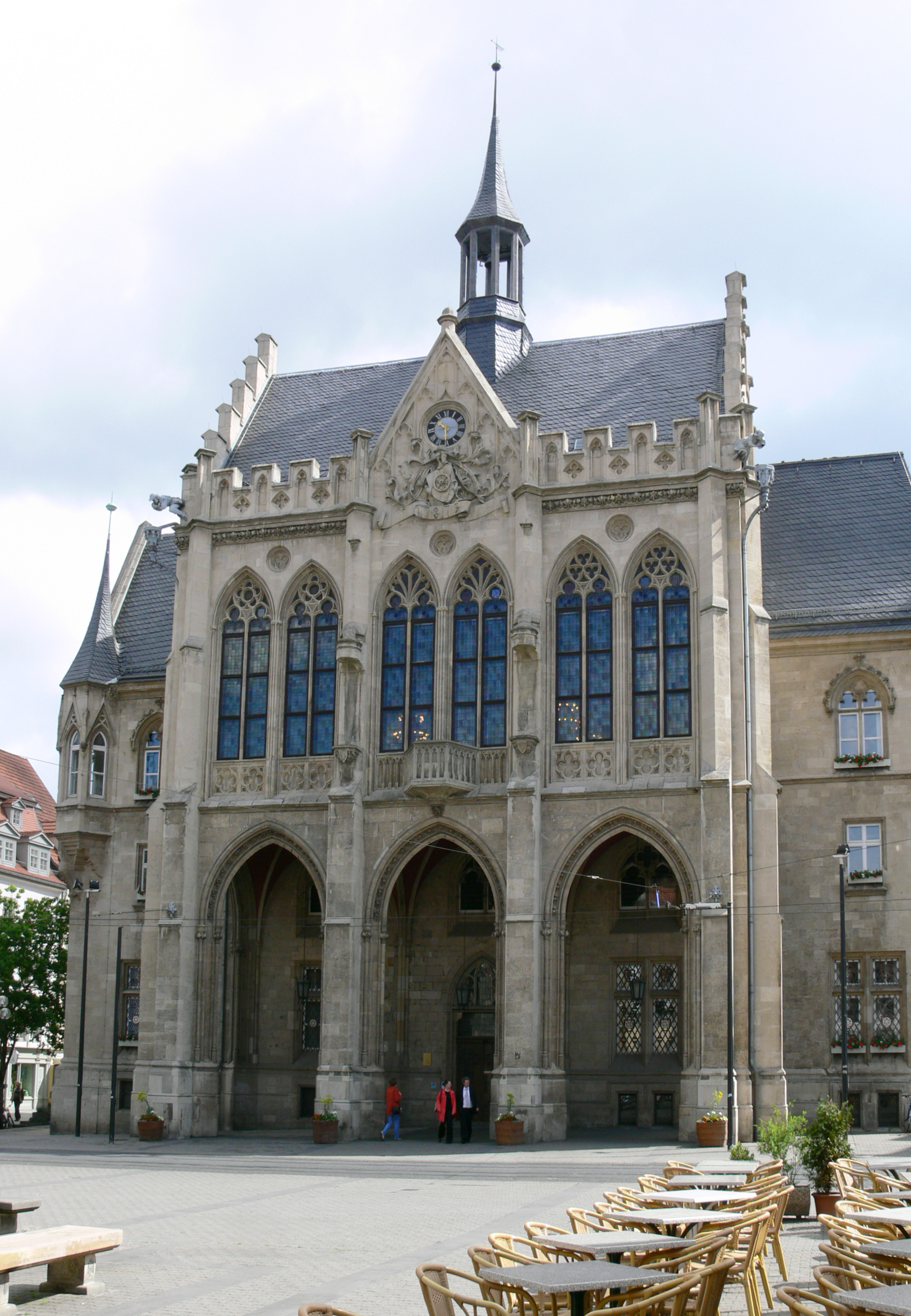
Il Municipio di Erfurt.

### Storia amministrativa
In epoca medievale l'amministrazione della città di Erfurt fu affidata a un Vogt nominato dal re e dalla diocesi di Magonza. Nel 1212 fu istituito il consiglio cittadino, di cui facevano parte i Ratsherren e un numero variabile di Ratsmeistern. Fino al 1800 vi sono state ripetutamente delle evoluzioni nell'organizzazione amministrativa e nel ruolo del consiglio. Dopo l'annessione alla Prussia, nel 1822 fu adottato l'ordinamento cittadino prussiano. Da allora la città è governata da un Oberbürgermeister (sindaco), affiancato dal consiglio comunale. Dopo la seconda guerra mondiale il consiglio comunale assunse il nome di assemblea cittadina. Nel 1952 il territorio comunale fu suddiviso in vari distretti. Tale suddivisione restò in vigore fino al 1990.
Dopo la riunificazione della Germania, l'assemblea, chiamata nuovamente consiglio comunale, tornò a essere eletta liberamente dai cittadini. Inizialmente il sindaco veniva scelto dal consiglio comunale, mentre a partire dal 1994 il sindaco viene eletto direttamente dal popolo. Oggi egli è anche presidente del consiglio comunale.

### Gemellaggi[4]
- Vilnius, dal 1972
- Kalisz, dal 1982
- Lilla, dal 1988[5]
- Magonza, dal 1988
- San Miguel de Tucumán, dal 1993
- Shawnee, dal 1993
- Loveč, dal 1996
- Haifa, dal 2000
- Xuzhou, dal 2005
- Piacenza

## Sport
I numerosi impianti sportivi di Erfurt ospitano importanti competizioni nazionali e internazionali, oltre a essere usati per gli allenamenti da vari atleti olimpici.

### Pattinaggio e hockey
Il pattinaggio su ghiaccio ha dato molte soddisfazioni agli sportivi di Erfurt. I maggiori successi vengono dal pattinaggio di velocità femminile; ricordiamo in particolare Gunda Niemann-Stirnemann, Franziska Schenk, Sabine Völker e Daniela Anschütz-Thoms.
Nel pattinaggio di figura i maggiori successi internazionali sono stati ottenuti da Stefan Lindemann.
I Black Dragons Erfurt, la locale squadra di hockey, giocano attualmente in un campionato regionale.
Nel 2001 fu completato un palaghiaccio intitolato a Gunda-Niemann-Stirnemann. La sua pista per il pattinaggio, lunga 400 m, è usata anche a livello non agonistico. Nell'impianto, che può accogliere fino a 4 000 spettatori, sono state organizzate numerose importanti competizioni nazionali e internazionali.

### Calcio
L'FC Rot-Weiß Erfurt attualmente gioca in un campionato regionale di calcio. Prima della riunificazione tedesca l'RWE era quasi sempre in prima serie e ha vinto il campionato della Repubblica Democratica Tedesca nel 1954 e nel 1955 col nome di SC Turbine Erfurt. Nel 1991 partecipò alla coppa UEFA e nelle stagioni 1991/92 e 2004/05 ha giocato nella seconda serie tedesca. Le partite casalinghe vengono giocate nel Steigerwaldstadion, che ha circa 20 000 posti.

### Ciclismo
Nel 1925 fu inaugurato un velodromo lungo 333 m e con 4 000 posti a sedere sugli spalti. Erfurt è anche l'arrivo della tradizionale gara ciclistica Rund um die Hainleite, organizzata per la prima volta nel 1907.
Nei Giochi Olimpici del 2004 il ciclista di Erfurt René Wolff ha vinto una medaglia d'oro.

### Altri sport
Il Thüringer HC Erfurt/Bad Langensalza gioca dal 2005 nel campionato federale di pallamano femminile. Le partite casalinghe vengono disputate a Bad Langensalza. La squadra è nata nel 1996 dalla fusione della HC Erfurt e della SV Empor Bad Langensalza.
Il club tennistico di Erfurt (Erfurter Tennisclub Rot-Weiß) ha dominato il campionato della seconda serie nel 2005 e attualmente disputa gli incontri della massima serie maschile. Gli impianti del club consistono in sei campi da tennis in terra battuta nella Martin-Andersen-Nexö-Straße.
La squadra di pallavolo (SWE Volley-Team Erfurt) gioca nella seconda serie femminile. Nella stagione 2003/04 la squadra è stata nella massima serie.
Nel Steigerwaldstadion si tennero nel 1994 e nel 1999 i campionati tedeschi di atletica leggera, mentre nel 2005 furono organizzati i campionati europei under 23. A Erfurt si sono allenati vari campioni olimpici, tra cui Heike Drechsler, Silke Renk, Siegrun Siegl, Hartwig Gauder e Nils Schumann.